# Bossa nova
Genres dérivés
Samba jazz, latin jazz brésilien, MPB, tropicália, samba rock, nu jazz, smooth jazz
Genres associés
Sambalanço, lounge, easy listening, exotica, world music, jazz fusion, soul jazz, jazz-funk
La bossa nova, aussi stylisé bossanova, ou bossa-nova, familièrement la « bossa », est un genre musical ayant émergé à la fin des années 1950 à Rio de Janeiro, au Brésil. Elle prend ses racines dans la samba, le cool jazz et la musique classique. La bossa nova devient l'un des styles musicaux brésiliens les plus connus dans le monde, se popularisant significativement à partir du début des années 1960, d'abord aux États-Unis puis en Europe et au Japon.
La bossa nova a connu son pic de popularité mondial dans les années 1960, mais est restée appréciée par la suite. À partir de la fin des années 1980, on assiste à un regain d'intérêt pour le genre à travers le monde. Pour beaucoup, la bossa nova est synonyme de musique brésilienne. Parmi les morceaux de bossa nova les plus connus figurent Águas de Março, Desafinado, Garota de Ipanema, Samba de Verão et Wave.
L'impact de la bossa nova sur la musique mondiale ne s'arrête pas seulement à un nouveau genre musical. La bossa nova a influencé durablement le jazz, la musique populaire nord-américaine, la chanson européenne et la musique de film.

## Terminologie
Le nom de bossa nova vient du mot portugais brésilien bossa, qui signifie au premier degré « bosse » (de baleine, de chameau), et peut se traduire au second degré par « onde », « vague » (de la mer), « aptitude », « vocation » (littéralement, « nouvelle vague », « avoir la bosse pour quelque chose ») et dans ce cas précis par « tendance ».
L'expression bossa nova peut être traduite par « nouvelle vague ».

## Histoire

### Origines

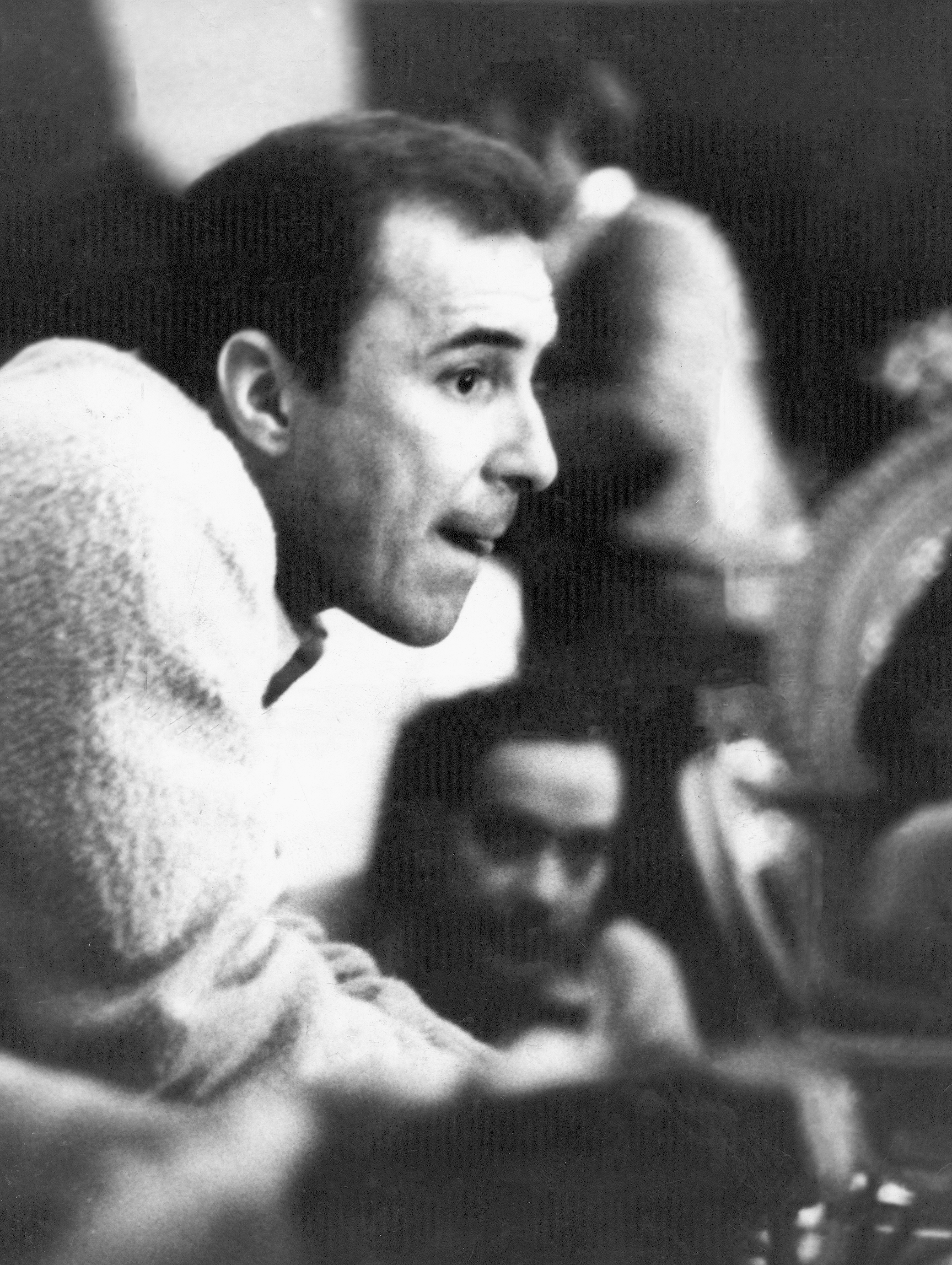
João Gilberto.

À partir du début des années 1950, plusieurs musiciens brésiliens, en particulier le pianiste Johnny Alf et les guitaristes Laurindo Almeida et Luiz Bonfá, expérimentent avec l'ajout d'éléments de samba dans l'interprétation du jazz,.
C'est sur ces fondations que la bossa nova va être créée à la fin des années 1950 par un groupe composé du chanteur et guitariste João Gilberto, du compositeur Antônio Carlos Jobim (également connu sous le nom artistique de Tom Jobim) et du poète Vinícius de Moraes.

Antônio Carlos Jobim.

La bossa nova est la réponse aux attentes des jeunes musiciens des classes moyennes de Rio de Janeiro. Ceux-ci sont à la recherche de modernité, d'une nouvelle manière d'interpréter les chansons, d'une musique plus épurée, de paroles optimistes qui reflètent leurs aspirations. Ils apprécient la musique nord-américaine, en particulier les disques de Frank Sinatra et de Chet Baker. Ils rejettent les formes musicales brésiliennes en vogue telles que les sambas de type carnaval avec une utilisation massive des percussions et les samba-canção offrant des compositions simples, une harmonie standard, des textes sentimentaux, fréquemment mélodramatiques, et interprétées par des chanteurs à la voix pleine de vibrato,.
Les jeunes musiciens cariocas se réunissent dans les appartements chics de la Zone sud de Rio de Janeiro, en particulier dans celui où habite Nara Leão, une étudiante en musique. Chez elle, avec parfois la présence d'Antônio Carlos Jobim et de João Gilberto, les jeunes musiciens découvrent la bossa nova et  composent, improvisent, ou réinterprétent des standards de jazz, dans le nouveau style musical développé par Jobim et Gilberto ; parmi eux on trouve Carlos Lyra, Roberto Menescal (futur guitariste des Copa 5), Normando Santos, Sérgio Ricardo, Aloysio de Oliveira (producteur musical et plus tard fondateur du label Elenco Records), Oscar Castro-Neves, Sylvia Telles, et le journaliste Ronaldo Bôscoli (qui a contribué à populariser le nouveau courant en le baptisant bossa nova dans ses articles).
La divulgation du nouveau style musical pratiqué par les amis de Nara Leão débute dans les boîtes de nuit de la Beco das Garrafas, située à Copacabana, où les jeunes musiciens cariocas commencent à interpréter la bossa nova en public.

### Premiers enregistrements et popularisation

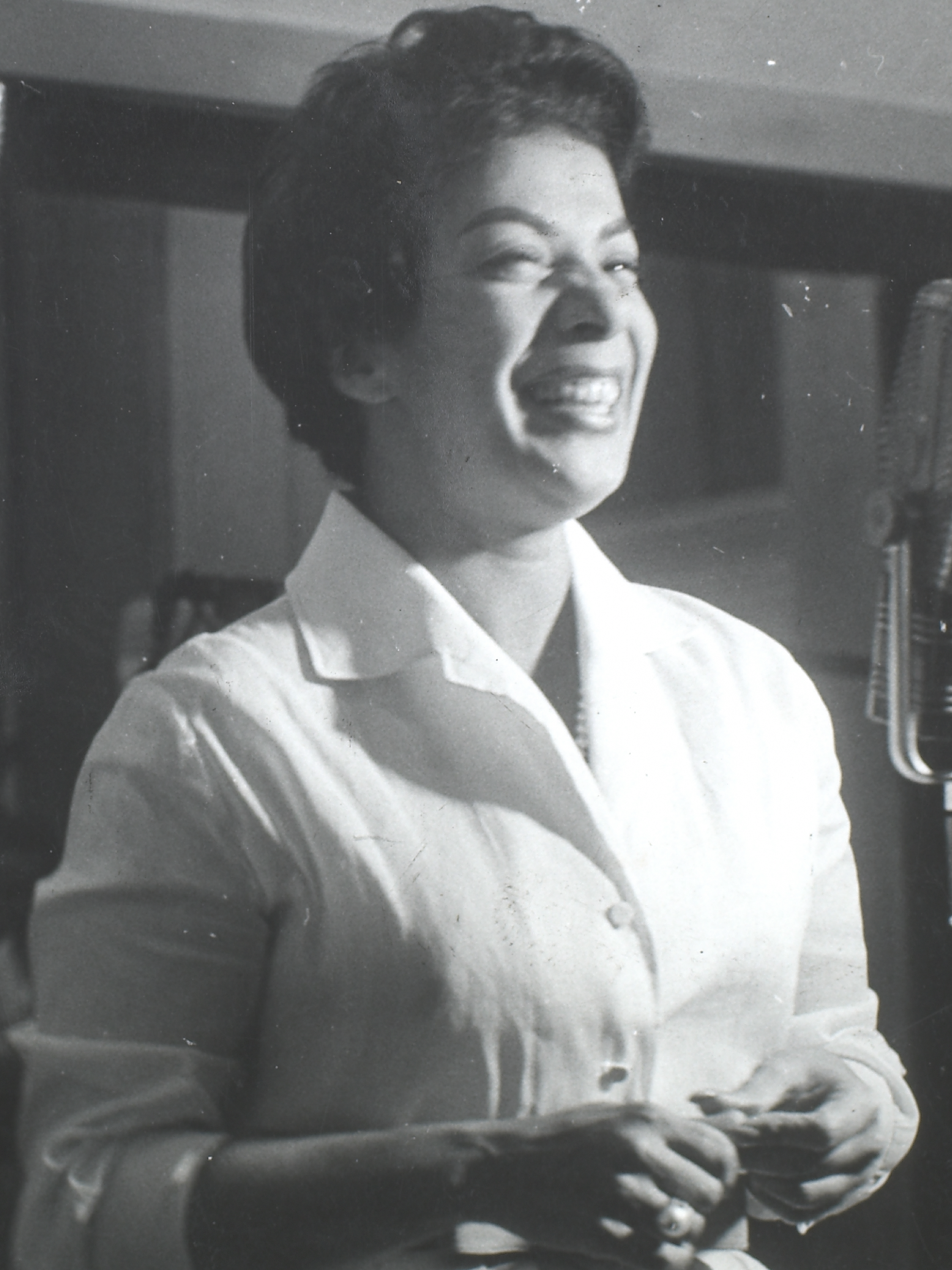
Elizeth Cardoso en 1960.

C'est dans l'album de la chanteuse brésilienne Elizeth Cardoso intitulé Canção do Amor Demais, enregistré à Rio de Janeiro en avril 1958 et publié le mois suivant, que l'ont peut entendre pour la première fois la bossa nova sur disque. L'album, avec des compositions et des arrangements de Tom Jobim, comprend deux titres où João Gilberto joue à la guitare avec la rythmique caractéristique de la bossa nova : Chega de Saudade et Outra Vez. Chega de saudade apporte une grande nouveauté par la façon dont João Gilberto joue de la guitare : le décalage est permanent entre la  mélodie et l'accompagnement rythmique.
La popularité de la bossa nova au Brésil commence l'année suivante avec la sortie en mars 1959 de l'album de João Gilberto Chega de Saudade, dont les titres ont été enregistrés aux studios Odeon à Rio entre juillet 1958 et le début de 1959. Sur ce disque, João Gilberto interprète trois chansons d'Antônio Carlos Jobim (deux sur des paroles de Vinícius de Moraes (Chega de Saudade et Brigas, nunca mais) et une sur des paroles de Newton Mendonça (Desafinado), trois chansons de Carlos Lyra, deux compositions personnelles, et reprend à sa manière d'anciennes sambas, y compris une chanson de Dorival Caymmi (Rosa Morena).

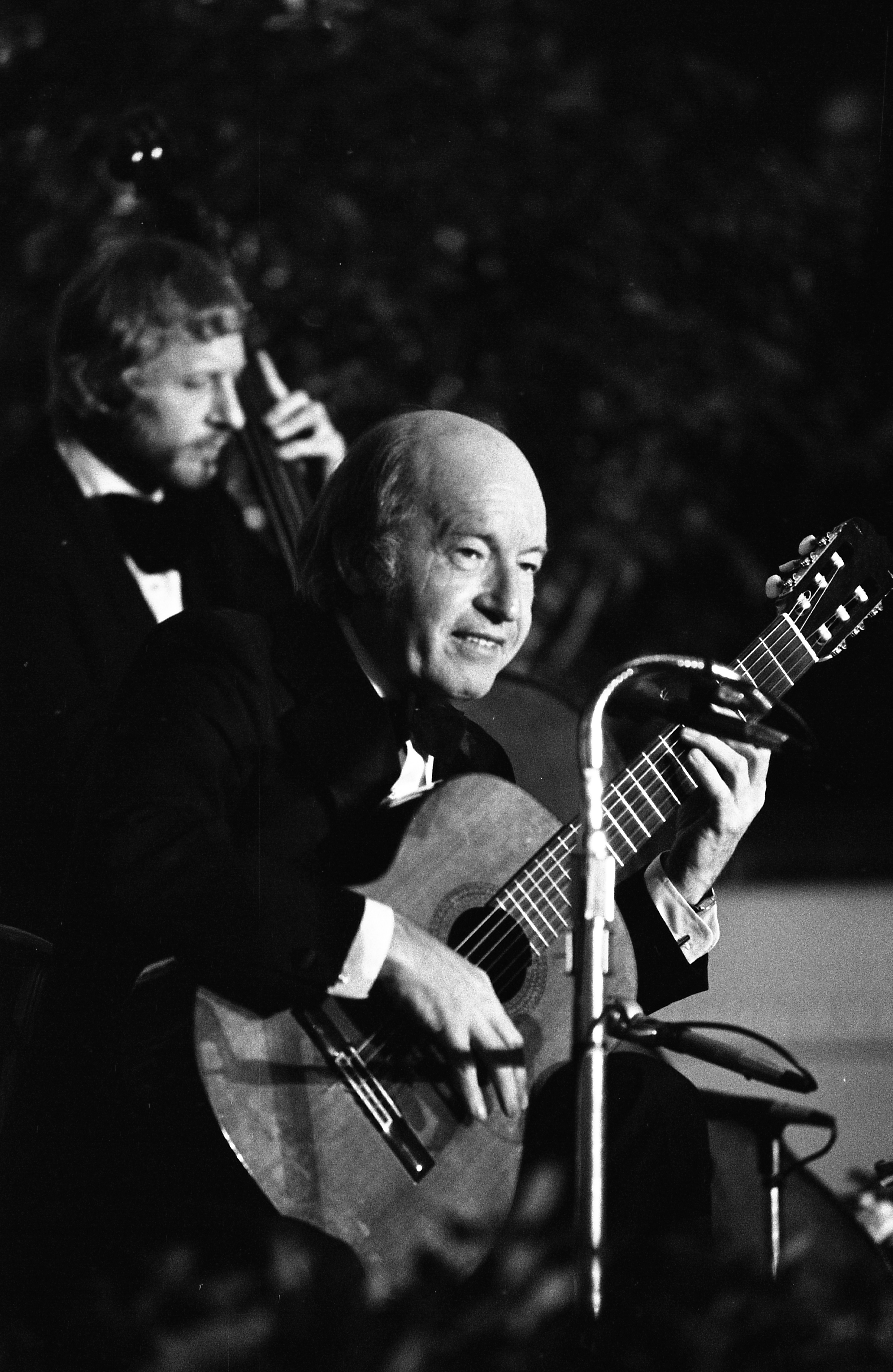
Charlie Byrd.

En 1961, lors d'une tournée au Brésil, le guitariste de jazz américain Charlie Byrd découvre la bossa nova. À son retour, il fait écouter les disques de João Gilberto au saxophoniste Stan Getz. Les deux décident d'enregistrer ensemble en 1962 un album intitulé Jazz Samba qui reprend plusieurs titres de Gilberto. Jazz Samba connaît un grand succès et marque le début de la vague de bossa nova aux États-Unis.

Astrud Gilberto.

Dans la foulée de ce succès, Stan Getz enregistre en 1963 un nouvel album, Getz/Gilberto, en collaboration avec João Gilberto, accompagné de sa femme Astrud, et Tom Jobim. La première piste de l'album est la chanson Garota de Ipanema (The Girl from Ipanema, en anglais), interprétée par João Gilberto et Astrud Gilberto. Grâce à ce titre, la bossa nova remporte un succès planétaire lors de la sortie de l'album en 1964.
Garota de Ipanema et deux autres titres de l'album Getz/Giberto, Corcovado et Desafinado, deviennent des standards de jazz et sont inclus dans le Real Book, la « bible » des musiciens de jazz.

### De la bossa nova à la MPB
La bossa nova est née à Rio de Janeiro, alors capitale du Brésil, durant une période de croissance économique et de stabilité politique où l'optimisme était de mise. Les musiciens de bossa nova font partie de la classe moyenne de Rio qui fréquente les clubs de jazz et est influencée par la culture nord-américaine. Les paroles des chansons de la bossa nova traitent de thèmes légers comme l'amour, les plages de Rio, ou la beauté des femmes brésiliennes. Avec la fin de la croissance au Brésil au début des années 1960, qui conduit à une grave crise économique, et la prise de conscience des inégalités extrêmes entre les régions, un nombre croissant de brésiliens rejette l'insouciance de la bossa nova.

Tom Jobim et Chico Buarque en 1968.

Au moment où le coup d'État de 1964 instaure la dictature militaire, la bossa nova stricto sensu prend fin au Brésil. Une nouvelle génération d'artistes brésiliens, surnommée la « seconde génération de la bossa nova », et dont font partie des artistes tels que Edu Lobo, Maria Bethânia, Gilberto Gil, Caetano Veloso et Chico Buarque, œuvre à transformer la bossa nova pour qu'elle soit plus en phase avec la réalité politique et sociale du Brésil et qu'elle incorpore d'autres styles musicaux populaires brésiliens comme la samba de Bahia, le choro ou la modinha. Plusieurs créateurs historiques de la bossa nova, à l'instar de Carlos Lyra et de Vinícius de Moraes, rejoignent ce mouvement qui prend le nom de MPB (« Musique Populaire Brésilienne »).

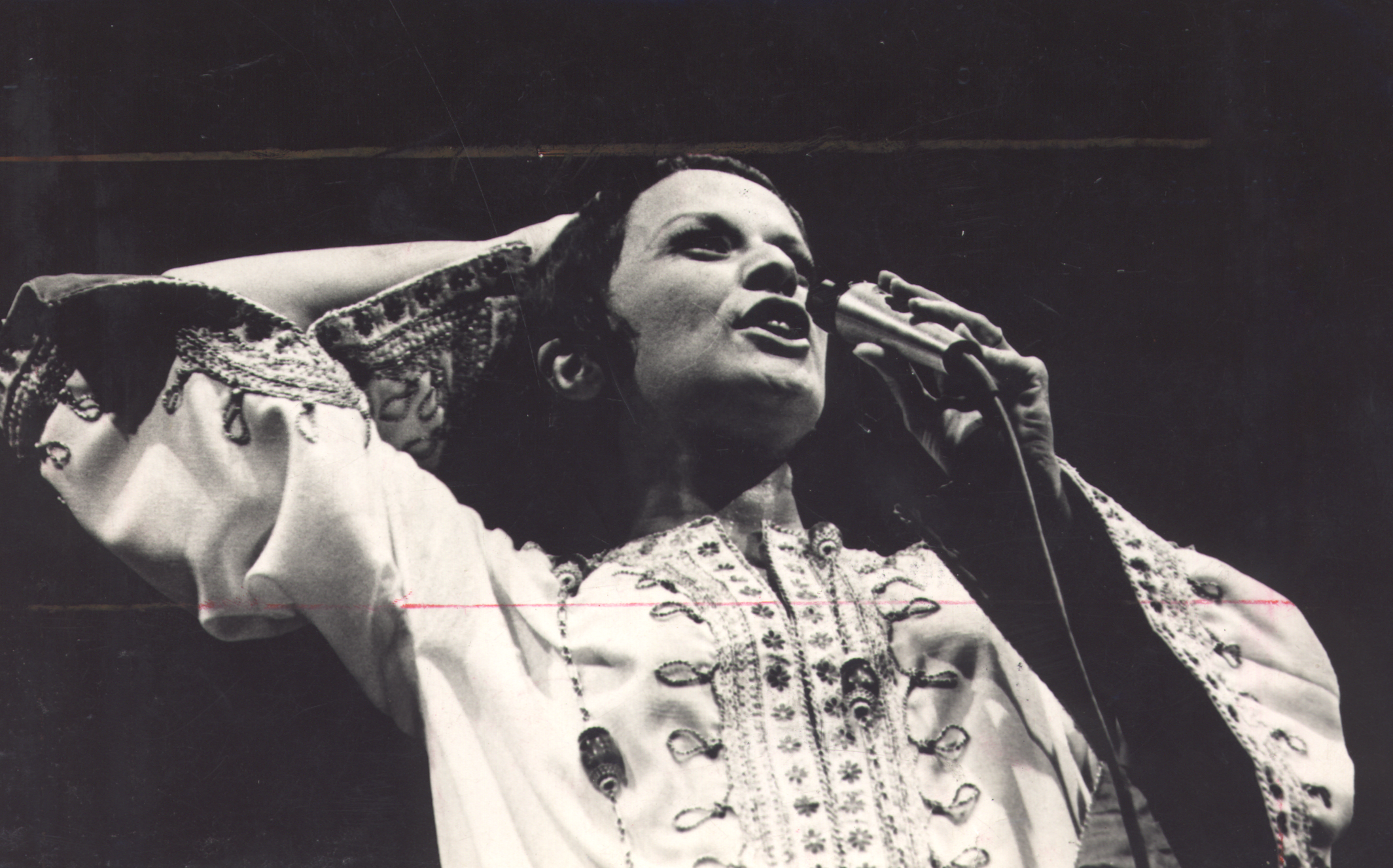
Elis Regina en concert à Rio en 1969

Un autre facteur contribuant à l'émergence de la MPB au Brésil est l'apparition au début des années 1960 de nouveaux talents comme Jorge Ben Jor, Elis Regina et Wilson Simonal. Ces artistes ne cherchent pas à changer la bossa nova mais leur style vocal, inspiré par la musique soul, et leur talent scénique ont un impact important sur la manière d'interpréter la bossa et sur la musique brésilienne en général,. En 1965, Elis Regina interprète la chanson Arrastão, composée par Edu Lobo avec des paroles de Vinícius de Moraes, et remporte le premier prix au 1er Festival de Música Popular Brasileira. Cet événement marque le début de la MPB.

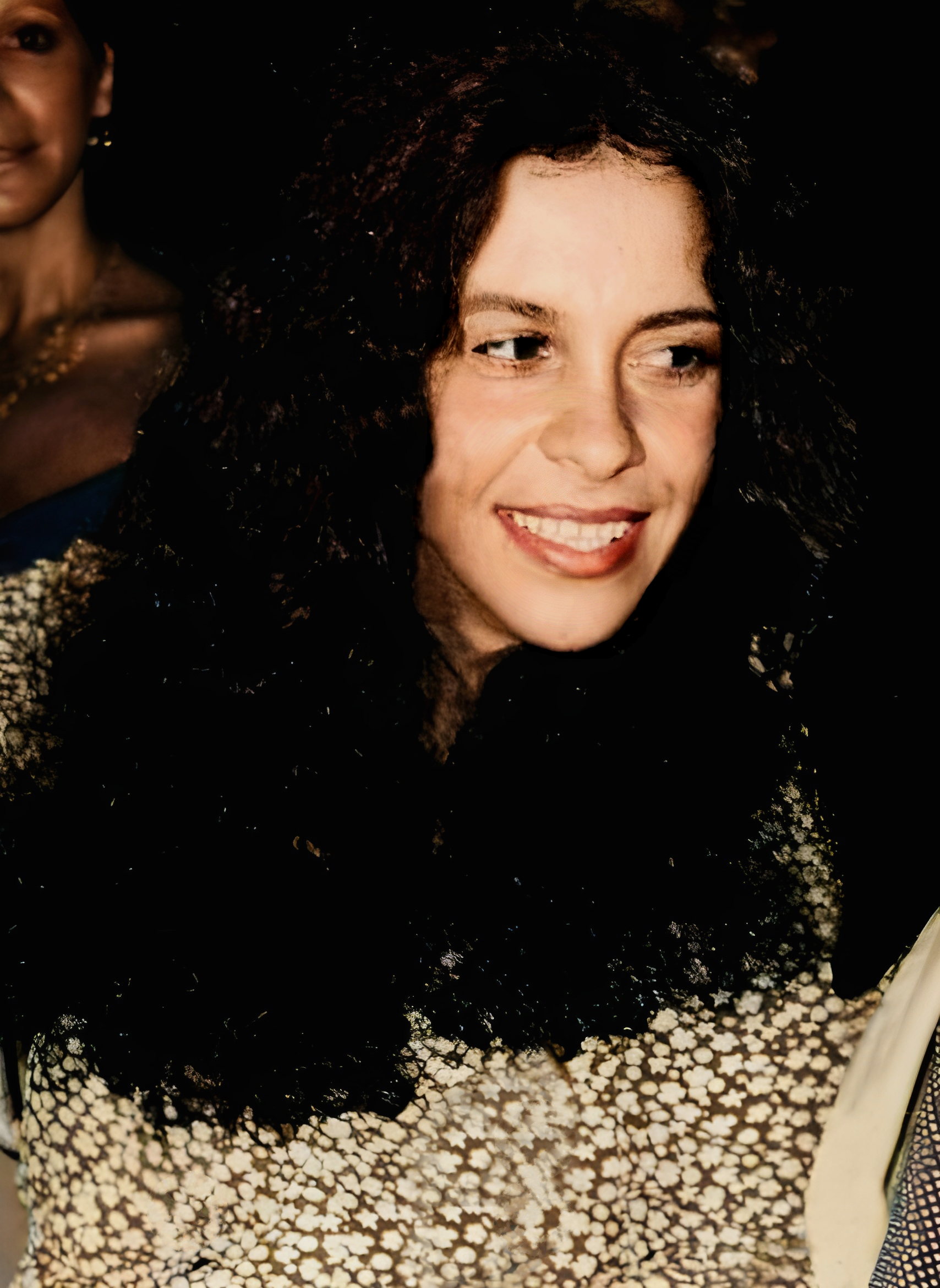
Gal Costa.

Sous l'influence de Caetano Veloso et de Gilberto Gil, une variante de la MPB, connue sous le nom de Tropicália, verra le jour en 1967. La Tropicália se distingue de la MPB par l'addition du rock psychédélique dans le mix musical. Le genre ne survivra pas le déclin du rock psychédélique qui s'observe à partir de 1969 aux États-Unis et en Europe.
In fine, la bossa nova s'est enrichie de l'apport musical de la MPB et vice versa. Plusieurs albums importants de la bossa nova comme Stone Flower d'Antônio Carlos Jobim paru en 1971, João Gilberto de João Gilberto paru en 1973, et Elis & Tom paru en 1974, ont bénéficié de l'influence de la MPB. De même, une part non négligeable du répertoire de la MPB est de style bossa nova. On peut par exemple citer l'album Domingo de Caetano Veloso et Gal Costa paru en 1967 ou l'album Chico Buarque de Hollanda Volume 3 de Chico Buarque paru en 1968, qui sont tous deux musicalement de style bossa nova. La MPB a permis le maintien de la popularité de la bossa nova au Brésil, en lui évitant de n'être qu'un phénomène de mode.

### Héritage musical

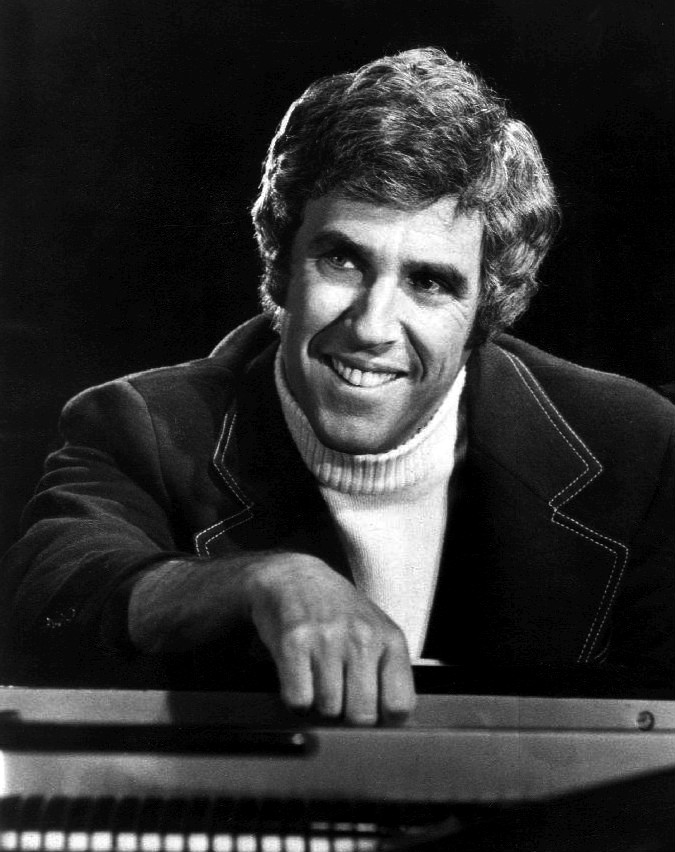
Le compositeur américain Burt Bacharach en 1972.

La bossa nova a eu un rôle important, non seulement dans l'histoire de la musique brésilienne, mais aussi dans l'histoire de la musique mondiale. Antônio Carlos Jobim a été surnommé le « George Gershwin brésilien » et est considéré comme l'un des plus importants contributeurs non-américains du Great American Songbook.
Le nouveau style musical brésilien a introduit des harmonies complexes, une relation étroite entre paroles et musique ainsi qu'une préoccupation générale pour l'arrangement et la forme musicale. La bossa nova a eu une influence significative sur la musique populaire nord-américaine des années 1960 et 1970, en particulier sur les œuvres de Burt Bacharach et de Stevie Wonder.
La bossa nova a eu également un impact majeur sur le jazz. Si le jazz fait partie de l'ADN de la bossa nova, l'influence de la bossa nova sur le jazz à partir du début des années 1960 a été déterminante. Elle a offert aux musiciens de jazz américains la possibilité de se renouveler avec, d'une part, l'utilisation d'un nouveau rythme et, d'autre part, l'apport des compositions de bossa nova qui constituent une nouvelle source de standards pour leur répertoire.
L'interprétation de la bossa nova telle que l'ont faite les musiciens américains de Jazz West Coast, comme  Bob Brookmeyer ou Paul Desmond, dans la lignée des musiciens de jazz brésiliens, a conduit à un nouveau style de jazz, souvent appelé lui-même bossa nova. On peut lui préférer le nom de « samba jazz », terme utilisé au Brésil, ou de « bossa jazz », en raison des différences qu'il présente avec la bossa nova originelle de João Gilberto et de Tom Jobim (en particulier le caractère moins intimiste des interprétations, l'utilisation de tempos plus rapides et la prépondérance de la batterie).

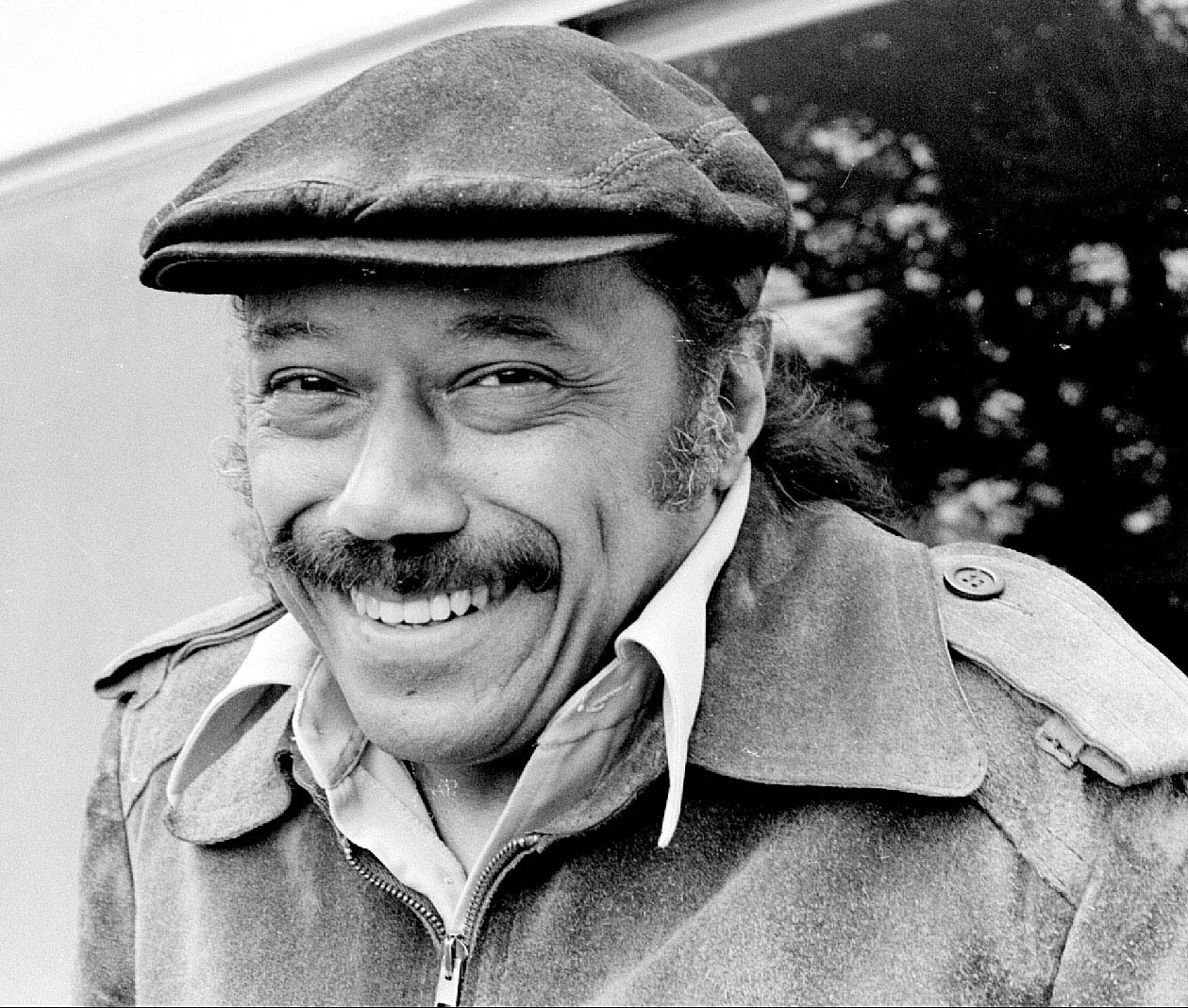
Le pianiste de jazz américain Horace Silver en 1989.

D'autres musiciens, comme Dizzy Gillespie et Cal Tjader, qui avaient incorporé les rythmes afro-cubains dans le jazz bebop, créant ainsi le latin jazz, découvrent les rythmes afro-brésiliens à travers le samba jazz et travaillent à les intégrer au latin jazz. Parmi les musiciens qui ont contribué à cet effort, on peut citer Lalo Schifrin, Horace Silver et George Shearing.
La nouvelle génération de musiciens de jazz américains apparue au milieu des années 1950, qui a créé un nouveau style de jazz surnommé « hard bop », s'intéresse aussi au samba jazz et incorpore les rythmes afro-brésiliens au hard bop. Donald Byrd, Herbie Hancock, Joe Henderson et Lee Morgan sont les principaux artisans de cette évolution. Plusieurs musiciens de jazz brésiliens venus travailler aux États-Unis, tels que Airto Moreira et Hermeto Pascoal, les rejoignent et influencent ce mouvement.
Ces innovations ont eu un impact important sur les développements ultérieurs du jazz, tels que le jazz fusion, le soul jazz, le jazz-funk et le smooth jazz.

## Influences et caractéristiques

### Samba

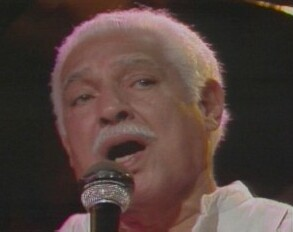
Dorival Caymmi.

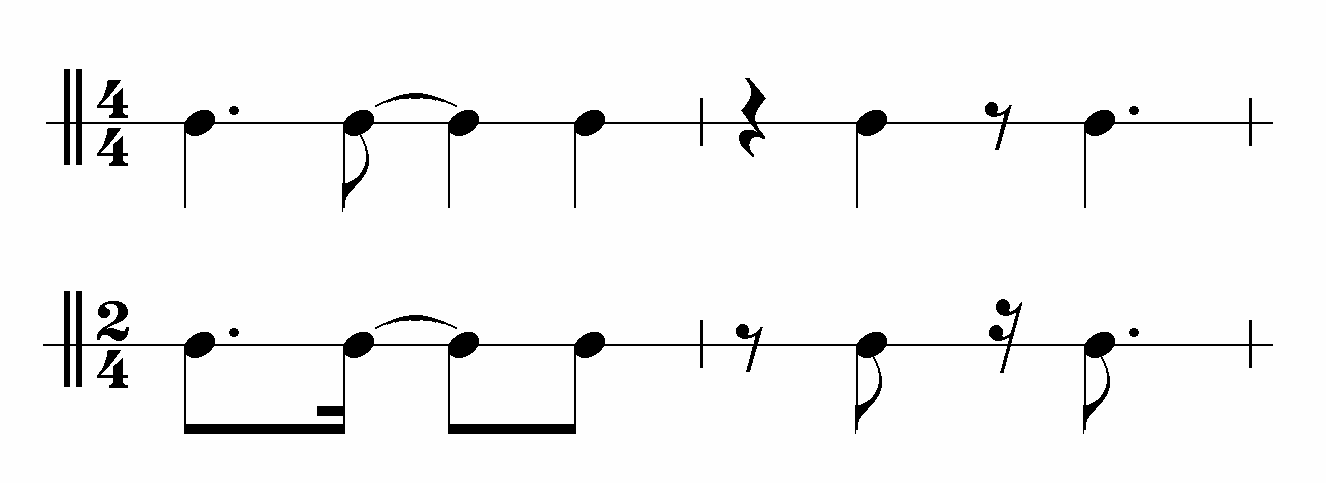
Rythme caractéristique de la bossa nova (ligne de chant).

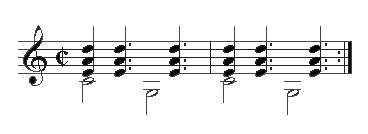
Rythme de bossa nova à la guitare. Accords sur le chant, version simplifiée où la noire pointée-croche standard est remplacée par une blanche à la basse.

Dorival Caymmi, l'un des plus importants compositeurs de samba, et João Gilberto, avec la collaboration d’Antônio Carlos Jobim, ont apporté plusieurs innovations et modifications à la samba traditionnelle. La bossa nova n'a pas remplacé le samba mais a offert une alternative musicale aux classes moyennes et dirigeantes. En effet, la bossa nova alterne de nombreux paramètres stylistiques, recherchant une certaine intégration dynamique de la mélodie, une harmonie particulière et un rythme lent tout en adoucissant le rôle du vocaliste en tant qu'élément central du morceau musical.
Au niveau rythmique, la bossa nova reprend à la basse le rythme répétitif du surdo (sorte de grosse caisse) de la samba, en utilisant des croches plutôt que des doubles croches. Le temps fort est également joué plus doucement, tandis-que le 3e temps est accentué, et y apporte des rythmes syncopés variés au chant.
Les basses sont jouées sur tonale et quinte, avec plusieurs progressions possibles, voici un exemple :
Cette approche musicale contraste nettement avec le style du samba-cançao. A felicidade (enregistré par João Gilberto en 1959), du film Orfeu Negro de Marcel Camus, est un excellent exemple de ce contraste. Dans cette chanson, la samba traditionnelle de carnaval alterne avec les styles caractéristiques de la bossa nova.
Au niveau mélodique, João Gilberto intègre des accords comprenant un 9e degré, ajoutant une touche très particulière à ce style musical.

### Jazz
Le jazz joue une forte influence, parfois contestée, dans le développement de la bossa nova.
Au début des années 1950, avant de devenir compositeur et arrangeur, Antônio Carlos Jobim était pianiste de bar et côtoyait des musiciens de jazz, parmi lesquels Johnny Alf, dont les innovations musicales contribueront à la création de la bossa nova, et Newton Mendonça, avec qui Jobim composera quelques standards de bossa (Desafinado et Samba de Uma Nota Só étant les plus connus).

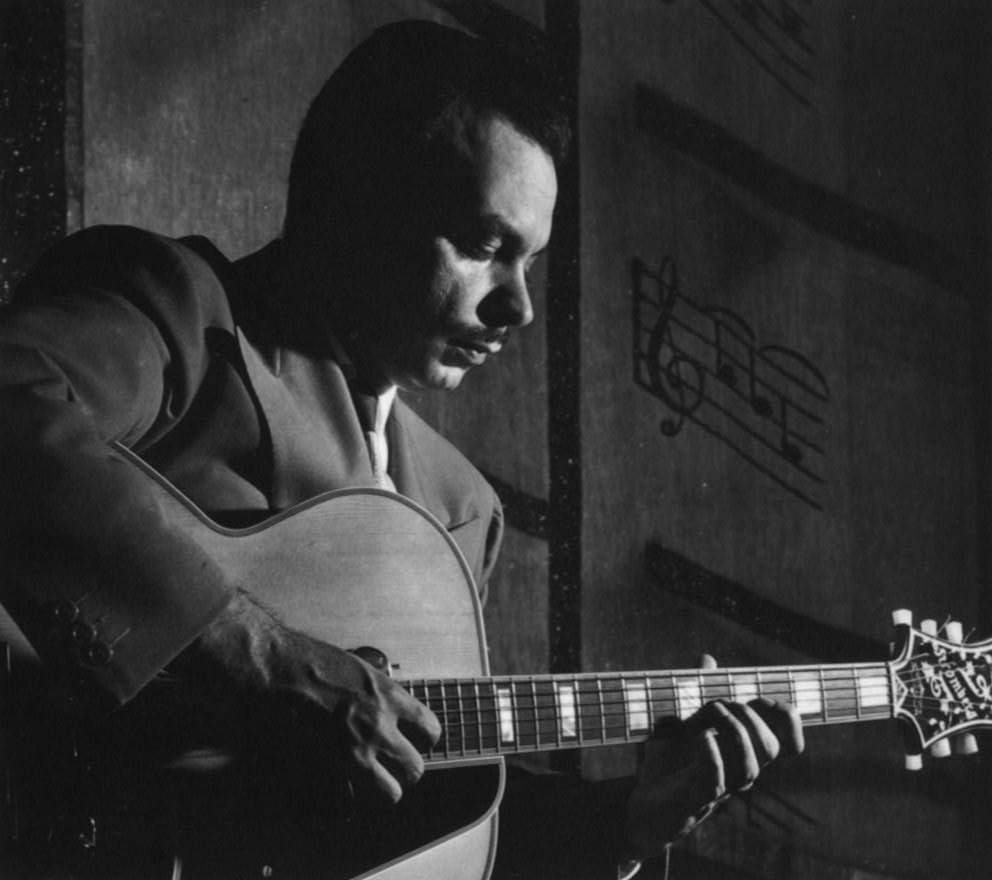
Laurindo Almeida.

En 1953, le guitariste brésilien Laurindo Almeida, qui vit aux États-Unis, a l'idée de mêler les rythmes brésiliens avec le jazz West Coast. En compagnie du saxophoniste américain Bud Shank, il enregistre l'album Laurindo Almeida Quartet featuring Bud Shank qui sort en 1954. La collaboration entre Almeida et Shank va se poursuivre et deux autres albums dans le même style verront le jour. Avec son mélange de samba et de jazz, Laurindo Almeida est considéré comme le musicien qui a bâti les fondations sur lesquelles la bossa nova a pu être créée par Jobim et Gilberto. Almeida évoluera lui-même vers la bossa nova au début des années 1960.

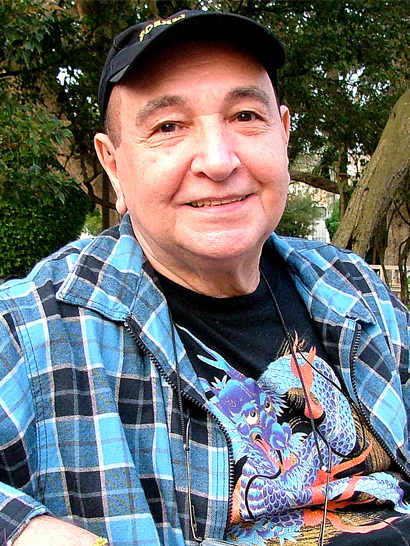
João Donato.

Plusieurs musiciens de jazz brésiliens rejoignent le mouvement de la bossa nova à ses débuts en 1958-1959 et vont influer sur son développement. On peut citer le flûtiste et saxophoniste J. T. Meirelles, le pianiste et crooner Dick Farney, le guitariste Roberto Menescal, les batteurs Edison Machado et Milton Banana, l'organiste et pianiste Walter Wanderley, le pianiste Luiz Eça, le tromboniste Raul de Souza, le saxophoniste Moacir Silva (pt), le pianiste et compositeur João Donato et le pianiste Sérgio Mendes, qui plus tard avec son groupe Brasil '66 incorporera des sonorités pop à la bossa nova, la rendant plus populaire qu'élitiste.

### Musique classique
Si la bossa nova est influencée par le jazz, Jobim s'est toujours considéré de tradition classique. L'analyse harmonique des compositions de Jobim montre clairement que les accords enrichis de la bossa nova s'écartent de l'usage en vigueur dans le jazz à l'époque (fin des années 1950 / fin des années 1960). Le défunt professeur d'harmonie et de guitare brésilienne Almir Chediak révèle la construction harmonique des œuvres bossa-novistes et en particulier celles de Jobim : là où la majorité des standards de jazz se limitait aux accords de 9e, la bossa nova n'hésitait pas à pousser l'utilisation des extensions jusqu'aux 11e et 13e, diminuées ou augmentées. Cette complexification harmonique, toute naturelle dans la bossa nova, n'était pas le souci des jazzmen. Jobim avait d'ailleurs coutume de dire que la bossa nova était une musique de chambre populaire.
Les standards Garota de Ipanema, Insensatez, suggèrent directement Debussy ou Chopin (Prélude à l'Après-midi d'un faune, Suite bergamasque, Deux Arabesques pour ce qui est de Debussy et Prélude en Mi Mineur, pour ce qui est de Chopin). Sans parler de Ravel, Stravinsky ou du Brésilien Villa-Lobos. D'ailleurs, le saxophoniste baryton Gerry Mulligan dans son album Night Lights, plutôt que de reprendre Insensatez, s'attache à livrer son interprétation du Prélude en Mi Mineur de Chopin.

### Autre Influence

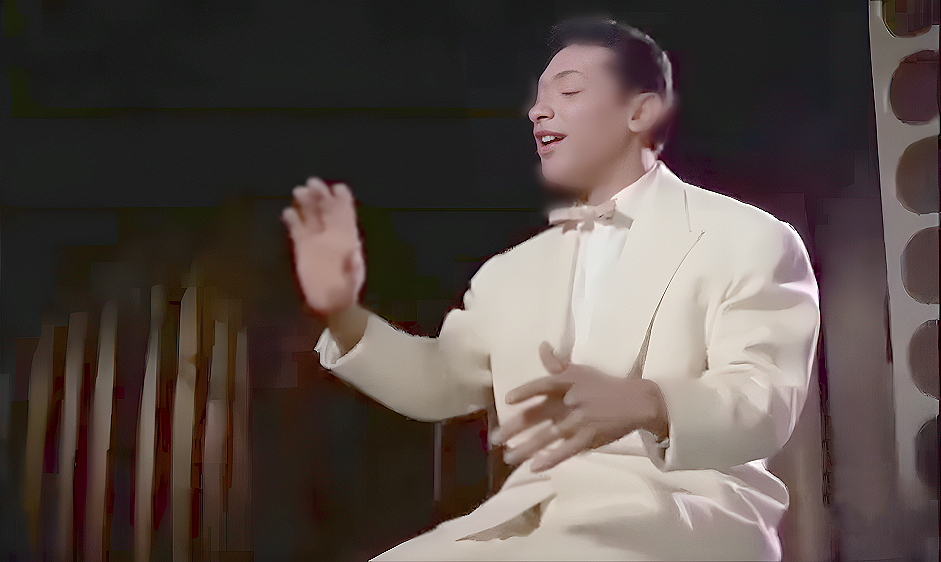
Henri Salvador dans le film Europa di notte réalisé en 1958.

Selon les musiciens brésiliens Gilberto Gil et Roberto Menescal, la chanson Dans mon île, de l'artiste français Henri Salvador, aurait influencé la création de la bossa nova à la fin des années 1950. Cette thèse est défendue dans le film documentaire de 2018 intitulé Face B comme bossa, l'autre histoire d'Henri Salvador,. Dans ce documentaire, Roberto Menescal raconte ce qu'il a confié à Henri Salvador lors leur rencontre au Brésil en 2005 : « … La Bossa Nova allait exister quoi qu'il arrive, mais elle ne serait pas ce qu'elle est sans vous … ».
Dans les détails, en 1958 Henri Salvador enregistre Dans mon île, qu'il a composée sous la forme d'un boléro. Il la chante dans le style crooner, en s'accompagnant à la guitare. La même année, la chanson est reprise par Henri Salvador dans le film documentaire italien Europa di notte. Lorsque le film est à l'affiche à Rio de Janeiro en 1959, plusieurs musiciens de la mouvance bossa nova, dont Nara Leão et Roberto Menescal, sont présents lors d'une projection. Ils sont enthousiasmés par la chanson de Salvador et la font découvrir à Antônio Carlos Jobim. Le pianiste Sérgio Mendes a rapporté à Henri Salvador que Jobim, après avoir écouté Dans mon île, s'est dit : « C'est ça qu'il faut faire, ralentir le tempo de la samba et mettre des belles mélodies »,.
Ruy Castro, historien de la bossa nova, met en doute la véracité de cette influence dans un article paru dans le journal Folha de S. Paulo. Castro argumente que Jobim avait déjà composé plusieurs morceaux de bossa nova lorsque Dans mon île a été enregistrée par Henri Salvador.

### Instruments et approche orchestrale

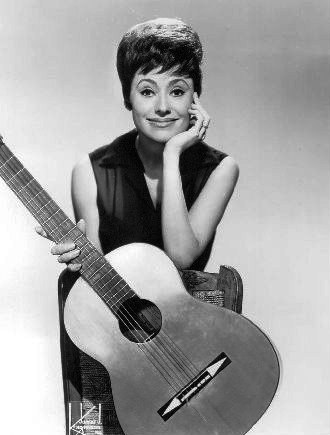
Caterina Valente.

La guitare classique est l'instrument emblématique de la bossa nova. La forme musicale originelle de la bossa nova créée par João Gilberto est composée d'un chanteur à la voix intimiste qui s'accompagne à la guitare acoustique en utilisant la technique de jeu picking. Parmi les artistes qui ont interprété la bossa nova selon la vision de Gilberto, on peut citer la chanteuse franco-italienne Caterina Valente,.
Cependant, la forme musicale qui a permis à la bossa nova de se faire connaître dans le monde entier a été conçue par Antônio Carlos Jobim pour les besoins des premiers disques de João Gilberto, dont il était responsable des arrangements. Au rythme joué à la guitare par Gilberto, la batida, et à sa voix, Jobim a ajouté plusieurs instruments dans l'orchestration des morceaux : un piano, des percussions de samba (ganzá, tamborim, bongos, agogô, wood-block), une section de bois, une section de cordes et une section de cuivres. Pour la partie chantée, Jobim a ajouté aux paroles des vocalises et du scat. Dès les débuts de la bossa nova, Jobim fait le choix dans ses arrangements d'une approche orchestrale easy listening inspirée par les standards américains.

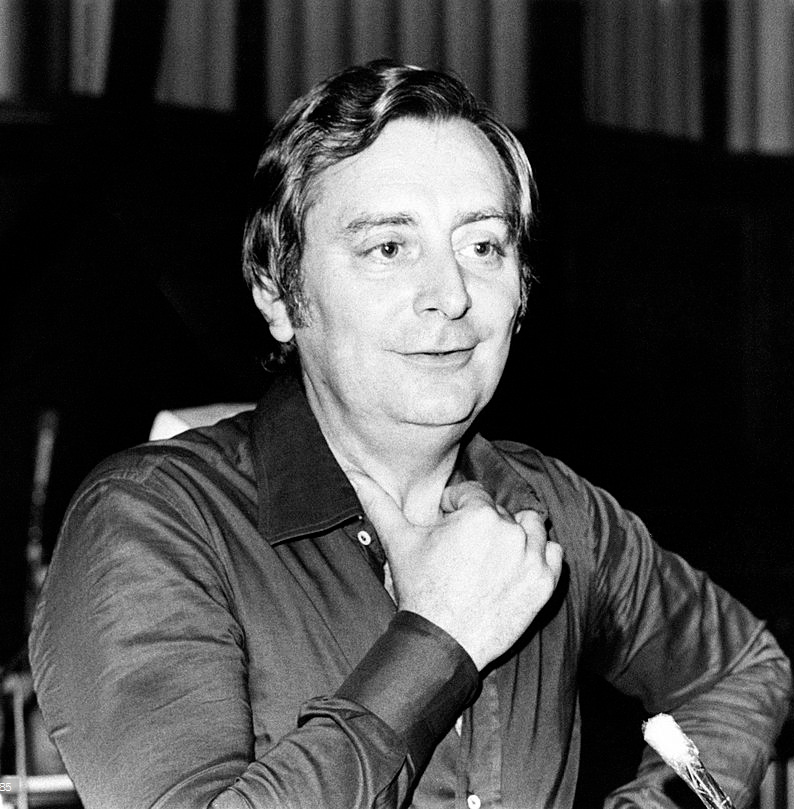
Enrico Simonetti.

En parallèle au travail réalisé par Jobim, trois musiciens, Carlos Monteiro de Souza, Lindolfo Gaya et Enrico Simonetti, respectivement directeur musical chez Philips au Brésil, arrangeur et chef d'orchestre dans les studios d'Odeon à Rio, et directeur artistique et chef d'orchestre chez RGE, apportent plusieurs innovations aux arrangements de bossa nova. Ils enrichissent le son de Jobim en utilisant des orchestrations luxuriantes, en ajoutant des chœurs ou avec l'addition d'instruments musicaux tels que le vibraphone, l'accordéon, l'orgue Hammond, les congas ou le reco-reco. Ils innovent également en intégrant le rythme de la bossa nova à d'autres genres musicaux tels que la samba-canção, le swing, la musique cubaine ou la musique de variété nord-américaine. L'approche orchestrale définie par Jobim, avec les ajouts des maestros Monteiro de Souza, Gaya et Simonetti, devient le de facto standard pour l'écriture des arrangements de bossa nova, tant au Brésil que dans le reste du monde.

Sérgio Mendes.

Au cours de cette même période, l'approche orchestrale de Jobim est revisitée par les musiciens de jazz brésiliens, essentiellement de style bebop. Ceux-ci sont désireux d'interpréter les compositions de bossa nova et d'improviser sur ces morceaux avec les instruments typiques du jazz : le piano, la batterie, la contrebasse, le saxophone, le trombone, la trompette et la guitare amplifiée. L'un des précurseurs au Brésil de l'interprétation de la bossa selon les codes du jazz est le Conjuto Bossa Nova. Il sera suivi par le groupe Os Cobras et par le pianiste Sérgio Mendes avec son ensemble. La bossa nova telle que jouée par ces formations de jazz a été baptisée au Brésil « Samba jazz ». C'est principalement sous cette forme que la bossa nova a été introduite aux États-Unis au début des années 1960.

## Artistes
Un grand nombre de chanteurs, auteurs-compositeurs, paroliers, producteurs, musiciens, arrangeurs, chefs d'orchestre, et compositeurs de musique de films ont contribué à la création, à la popularisation, à la diffusion et à la perpétuation de la bossa nova tant au Brésil que dans le reste du monde.

### Artistes brésiliens

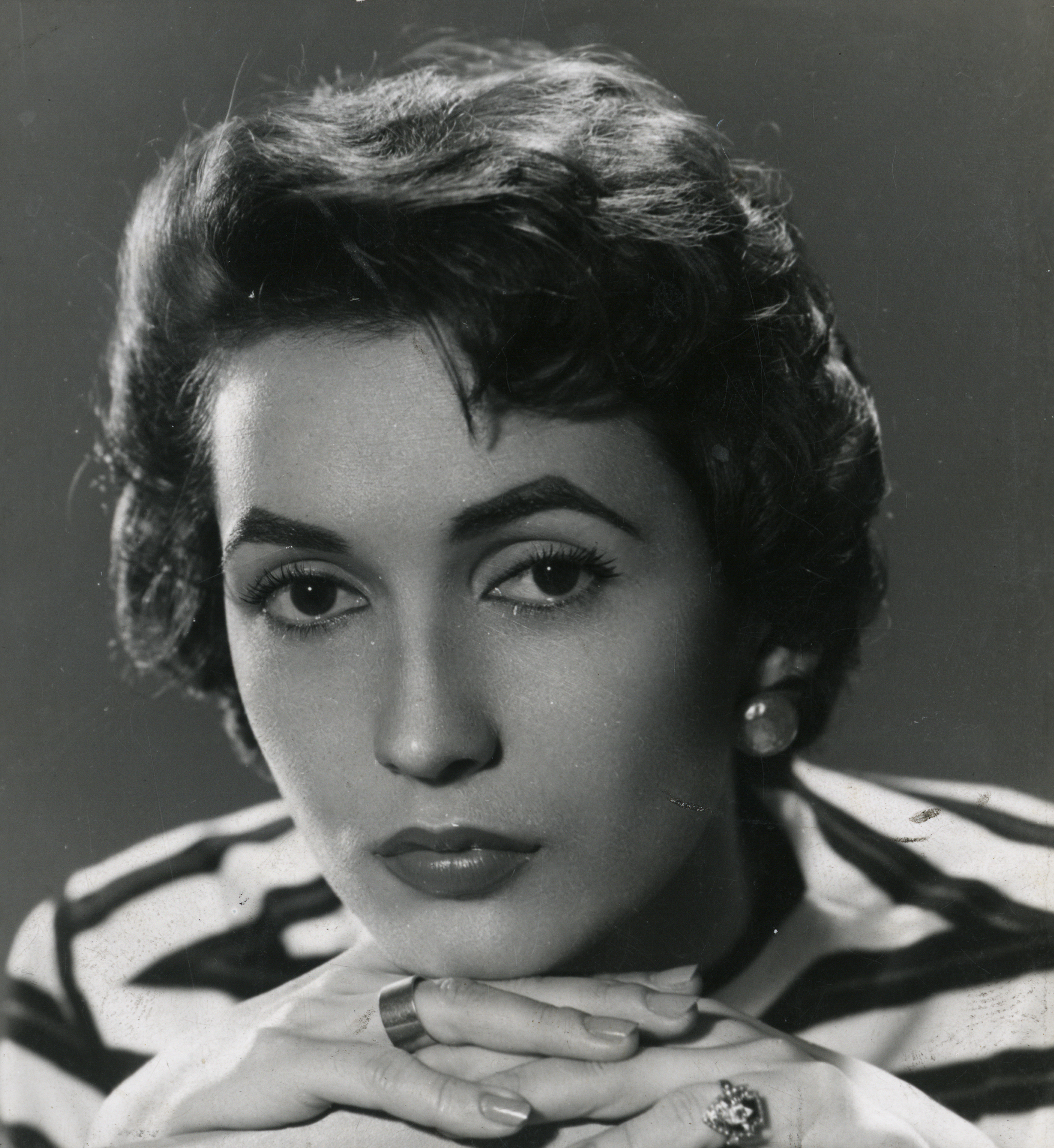
Dóris Monteiro, une des grandes voix de la bossa nova.

Sources : Wikipédia en portugais ; Discogs; Dicionário Cravo Albin da Música Popular Brasileira (pt)
Parmi les figures historiques brésiliennes de la bossa nova, on compte Johnny Alf, Laurindo Almeida, Lúcio Alves, Luiz Bonfá, Ronaldo Bôscoli, Elizeth Cardoso, Oscar Castro-Neves, Dorival Caymmi, João Donato, Luiz Eça, Dick Farney, Astrud Gilberto, João Gilberto, Antônio Carlos Jobim, Nara Leão, Carlos Lyra, Tito Madi, Maysa, Sérgio Mendes, Newton Mendonça, Roberto Menescal, Dóris Monteiro, Vinícius de Moraes, Os Cariocas, Baden Powell, Agostinho dos Santos, Sivuca, Sylvia Telles, Sérgio Ricardo, Marcos Valle, Luís Carlos Vinhas et Walter Wanderley.
Dans leurs pas, les autres artistes brésiliens qui ont contribué de manière significative au développement de la bossa nova sont :
- pour les chanteurs et chanteuses : Leny Andrade, Danilo Caymmi (en), Sílvio César, Alaíde Costa, Maria Creuza, Chico Feitosa (pt), Marisa Gata Mansa (pt), Isaurinha Garcia, Luiz Henrique (pt), Ana Lúcia (pt), Márcia (pt), Miúcha, Cauby Peixoto, Eliana Pittman, Flora Purim, Pery Ribeiro, Jair Rodrigues, Wanda Sá, Walter Santos (pt), Claudette Soares, Elza Soares, Maria Helena Toledo (es), Rosana Toledo (pt) et Geraldo Vandré.
- pour les instrumentistes : Milton Banana, Waltel Branco (pt), Altamiro Carrilho, Humberto Clayber, Paulinho Da Costa, Eumir Deodato, Maurício Einhorn (pt), Durval Ferreira, Manfredo Fest, Toninho Horta (pt), Ed Lincoln, Edison Machado, J. T. Meirelles, Heraldo do Monte (pt), Paulo Moura, Tião Neto, Wilson das Neves (pt), Paulinho Nogueira, Irio de Paula, José Roberto, Dom Um Romão, Moacir Santos, Normando Santos (pt), Bola Sete, Moacir Silva (pt), Claudio Slon (en), Raul de Souza, Tenório Jr. (pt), et Rosinha de Valença.

Le Tamba Trio avec le producteur Aloysio de Oliveira.

- pour les groupes musicaux : Os 3 Morais (pt), Bossa Três (pt), Jongo Trio (pt), Quarteto em Cy, Rio 65 Trio (pt), Sambalanço Trio (pt), Som Três (pt), Tamba Trio/Tamba 4 (pt), Trio Irakitan (pt) et Zimbo Trio.
- pour les auteurs et compositeurs : Luiz Antônio, Haroldo Barbosa (pt), Billy Blanco (pt), Vera Brasil (pt), Ruy Guerra, Francis Hime, Antônio Maria (pt) et Paulo Sérgio Valle (pt).
- pour les directeurs musicaux et producteurs : Paulo Alencar, José Briamonte, Ismael Corrêa, Lindolfo Gaya (pt), Radamés Gnattali, Aloysio de Oliveira, Lyrio Panicali (pt), Armando Pittigliani (pt) et Carlos Monteiro de Souza[52].

À partir de 1963, une nouvelle génération d'artistes brésiliens, surnommée « la deuxième génération de la bossa nova », œuvre à faire évoluer la bossa nova avec des chansons plus engagées et l'utilisation d'autres styles musicaux traditionnels brésiliens, conduisant à l'avènement de la MPB. Parmi ces artistes figurent Jorge Ben Jor, Maria Bethânia, Chico Buarque, Gal Costa, Gilberto Gil, Joyce, Ivan Lins, Edu Lobo, Tânia Maria, César Camargo Mariano, Marília Medalha (pt), Airto Moreira, MPB4, Milton Nascimento, Hermeto Pascoal, Quarteto Novo, Elis Regina, Emílio Santiago, Dom Salvador, Emílio Santiago, Wilson Simonal, Taiguara (pt), Toquinho, Naná Vasconcelos, Caetano Veloso et Paulinho da Viola.

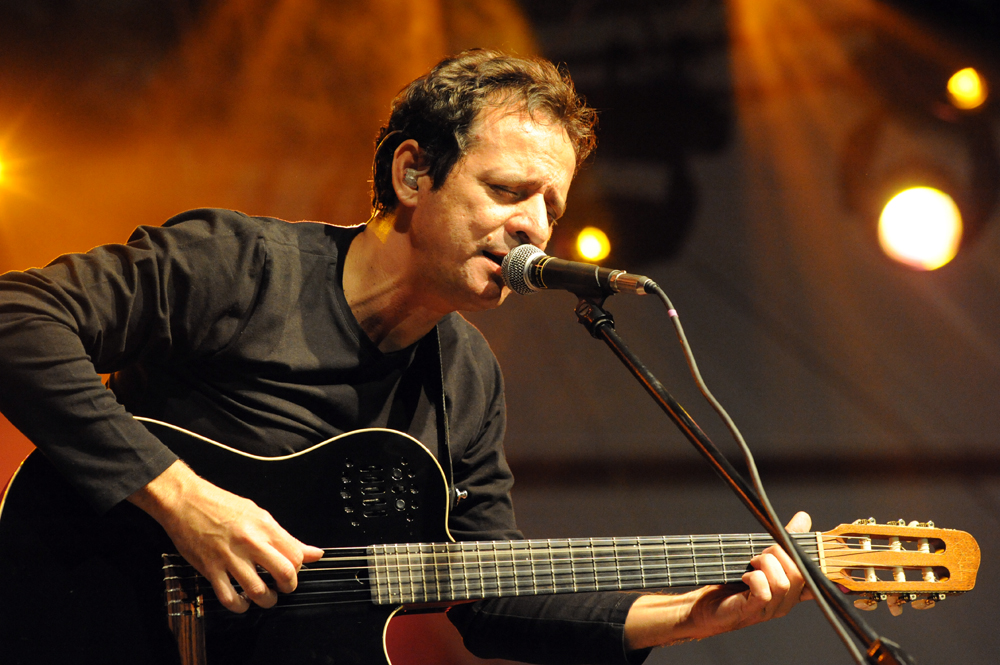
Márcio Faraco.

Depuis le début des années 1990, de nouveaux artistes brésiliens ont contribué à remettre la bossa nova au goût du jour au Brésil et à travers le monde. On peut notamment citer Bïa, Bossacucanova, Ana Caram (pt), Eliane Elias, Márcio Faraco, Léo Gandelman (pt), Bebel Gilberto, Daniel Jobim (pt), Seu Jorge, Patricia Marx, Jaques Morelenbaum, Paula Morelenbaum, Lisa Ono, Rosa Passos, Leila Pinheiro, Bogdan Plech, Maria Rita, Roberta Sá, Luciana Souza (pt), Rosalia de Souza (pt) et Cláudia Telles (pt).
Pour avoir une image complète de tous les artistes brésiliens qui se sont impliqués dans la bossa nova, on peut également mentionner :
Antônio Carlos e Jocáfi, Norma Bengell, João Bosco, Adriana Calcanhotto, Waldir Calmon, Vinícius Cantuária, Roberto Carlos, Ana Carolina, Beth Carvalho, Dori Caymmi (pt), Nana Caymmi (pt), Cláudya (pt), Lennie Dale (pt), Djavan, Dolores Duran, Celso Fonseca (pt), Egberto Gismonti, Paulo Jobim (pt), Rita Lee, Helena de Lima (pt), Tim Maia, Marcia Maria, Ney Matogrosso, Marisa Monte, Cyro Monteiro, Nelson Motta (pt), Clara Nunes, Orlandivo, Paulo César Pinheiro, Simone, Trio Esperança, Arthur Verocai (pt), Martinho da Vila et Tom Zé.

### Artistes américains

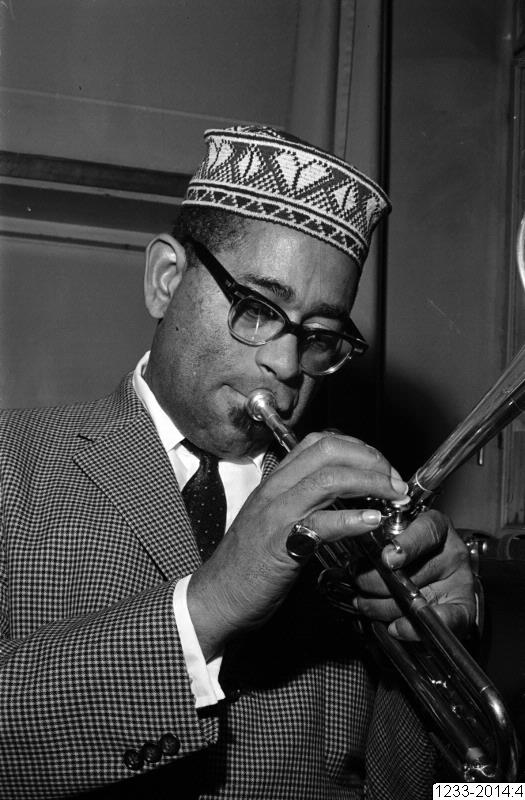
Le trompettiste Dizzy Gillespie.

La bossa nova fait son apparition aux États-Unis au début de l'hiver 1959 avec la sortie du film Orfeu Negro. En 1961, la chanteuse franco-italienne Caterina Valente, de retour d'une tournée en Amérique du Sud, fait connaître le nouveau style musical à un public plus large avec son interprétation à la télévision américaine de la chanson Corcovado dans le cadre du show télévisé hebdomadaire de Perry Como sur NBC,. La même année, le trompettiste de jazz Dizzy Gillespie et son quintette, dont fait partie le pianiste argentin Lalo Schifrin, commencent à inclure des morceaux de bossa nova dans leurs concerts, musique que Gillespie et Schiffrin ont découverte lors de séjours au Brésil,. Toujours en 1961, le guitariste Herb Ellis enregistre pour Verve le morceau de bossa nova One Note Samba. Mais c'est au guitariste de jazz américain Charlie Byrd à qui l'on doit le début de la popularité de la bossa nova aux États-Unis. Dans le cadre d'une tournée au Brésil en 1961, il découvre lui aussi la bossa nova. À son retour, il propose au saxophoniste de jazz Stan Getz d'enregistrer un album reprenant plusieurs des titres interprétés par João Gilberto dans ses premiers disques. L'album, produit sous la houlette de Creed Taylor et intitulé Jazz Samba, sort en avril 1962 et rencontre un grand succès auprès du public.

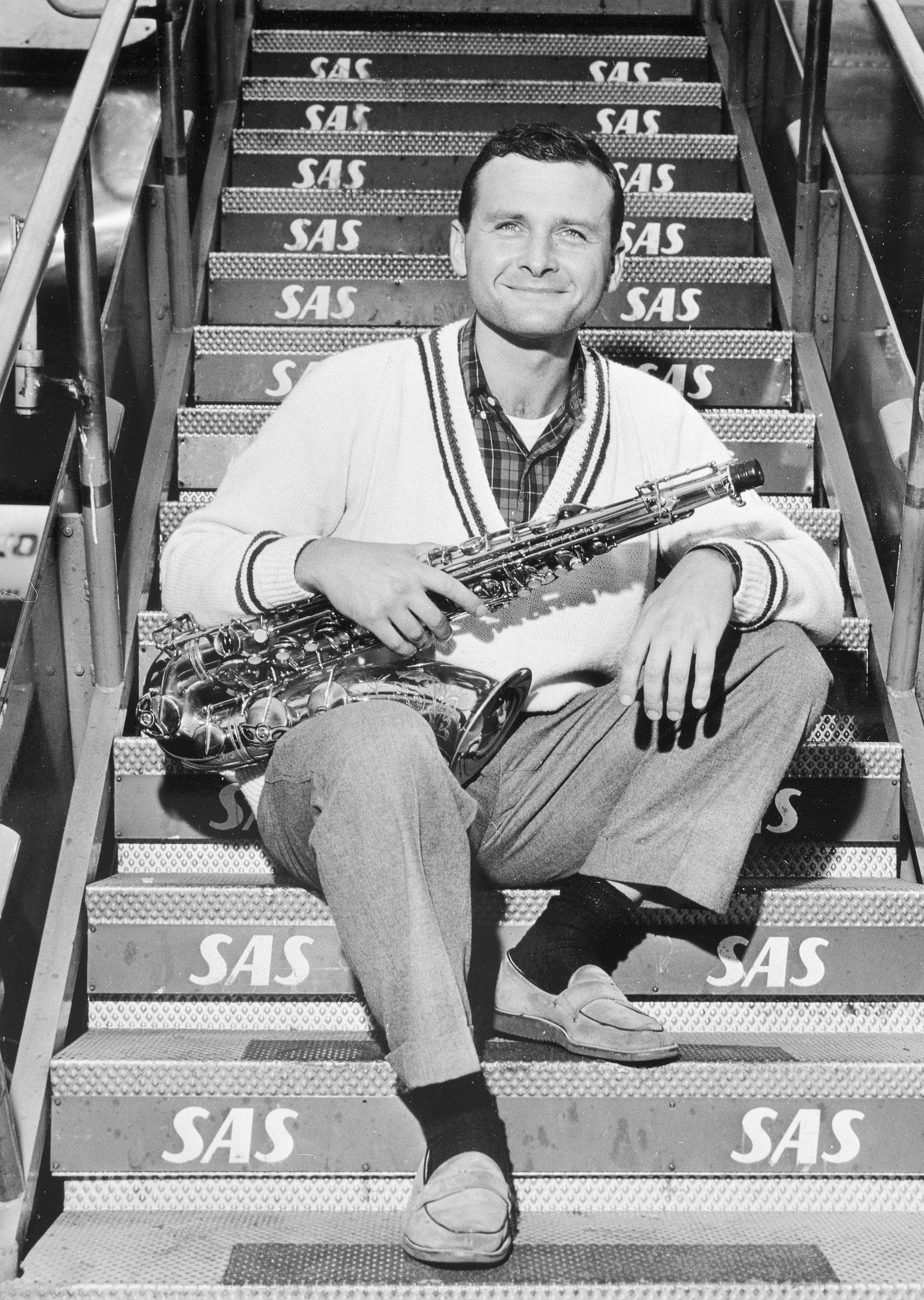
Le saxophoniste Stan Getz.

Devant la réussite du disque de Charlie Byrd et Stan Getz, Lalo Schifrin enregistre à son tour plusieurs albums de bossa nova, dont Desafinado,,. Dans leurs pas, un nombre important de musiciens de jazz aux États-Unis, également séduits par le nouveau style musical brésilien et désireux de profiter de sa popularité grandissante, enregistrent dans la seconde moitié de 1962 et en 1963 des disques de bossa nova. Deux des tous premiers albums publiés après Jazz Samba et Desafinado sont celui du trompettiste Shorty Rogers accompagné à la guitare par Laurindo Almeida, intitulé Bossa Nova, et celui du flutiste Herbie Mann, intitulé Brazil, Bossa Nova & Blues. À leur suite, on trouve Cannonball Adderley, Bob Brookmeyer, Paul Desmond, Clare Fischer, Vince Guaraldi, Lionel Hampton, Coleman Hawkins, Quincy Jones, Stan Kenton, Ramsey Lewis, Gary McFarland, Ike Quebec, Bud Shank, George Shearing, Cal Tjader et Paul Winter.
Le domaine de la chanson n'est pas en reste. Dès 1962, plusieurs des titres composés par Antônio Carlos Jobim sont traduits en anglais, notamment par les paroliers Ray Gilbert, Norman Gimbel et Gene Lees, et enregistrés par des chanteurs et des chanteuses tels que Tony Bennett, Eydie Gormé et Ella Fitzgerald. En 1963, le chanteur Jon Hendricks enregistre l'album Salud! Joäo Gilberto, Originator of the Bossa Nova reprenant douze titres tirés des premiers disques de Gilberto.

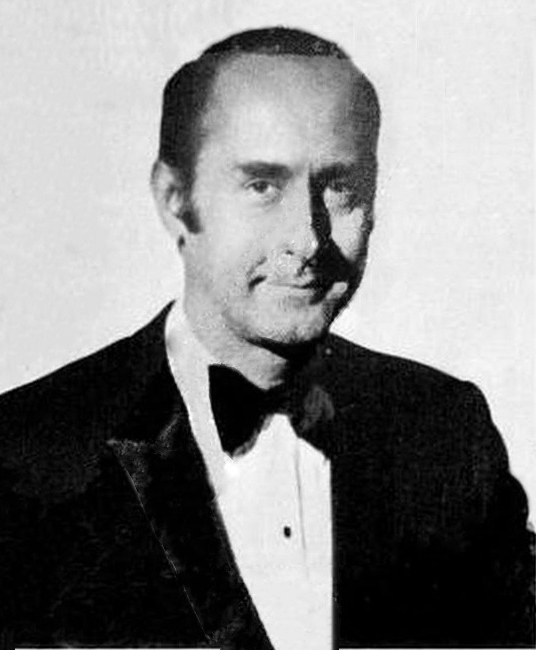
Henry Mancini.

En parallèle, le compositeur Henry Mancini est l'un des premiers à utiliser la bossa nova dans des musiques de films aux États-Unis. On peut notamment citer le film Diamants sur canapé sorti en octobre 1961. À sa suite, Jerry Goldsmith, Quincy Jones, Lalo Schifrin et John Williams s'inspireront de la bossa nova dans l'écriture de plusieurs de leurs thèmes pour le cinéma.
Au fil des années, d'autres artistes américains ont contribué à la bossa nova. Parmi eux, on peut mentionner :
- pour les chanteurs et les chanteuses : Karrin Allyson, Perry Como, Sammy Davis Jr., Connie Francis, Lani Hall, Lena Horne, Al Jarreau, Jack Jones, Stacey Kent, Peggy Lee, Julie London, Claudine Longet, Johnny Mathis, Helen Merrill, Frank Sinatra, Mel Tormé, Sarah Vaughan, Dionne Warwick, Andy Williams et Nancy Wilson.
- pour les instrumentistes : Roy Ayers, Kenny Barron, Les Baxter, George Benson, Willie Bobo, Dave Brubeck, Kenny Burrell, Gary Burton, Donald Byrd, Ron Carter, Freddy Cole, Buddy Collette, Miles Davis, Martin Denny, Kenny Dorham, Bill Evans, Kenny G, Errol Garner, Slide Hampton, Jim Hall, Roy Hargrove, Joe Harnell, Eddie Harris, Joe Henderson, Dick Hyman, Ahmad Jamal, Pete Jolly, Barney Kessel, Diana Krall, Pat Martino, Marian McPartland, Pat Metheny, Modern Jazz Quartet, Hugo Montenegro, Wes Montgomery, Gerry Mulligan, Oliver Nelson, Peter Nero, Joe Pass, Oscar Peterson, Dave Pike, John Pizzarelli, André Previn, Emily Remler, Sonny Rollins, Bobby Rosengarden (en), Charlie Rouse, Shirley Scott, Zoot Sims, Jimmy Smith, Johnny Smith, Thievery Corporation, Stanley Turrentine, McCoy Tyner, Grover Washington, Jr. et Phil Woods.
- pour les compositeurs et directeurs musicaux : Herb Alpert, David Carbonara, Gil Evans, Dave Grusin, Neal Hefti, Johnny Mandel, Billy May, Marty Paich, Nelson Riddle et Don Sebesky.

### Artistes européens

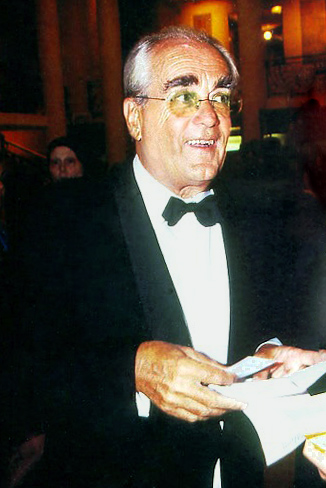
Michel Legrand.

Dans la seconde moitié de 1959, l'Europe découvre également la bossa nova avec la sortie du film Orfeu Negro. Plusieurs artistes européens, tels que Caterina Valente, Pierre Barouh, Sacha Distel, et Michel Legrand deviennent les chantres du nouveau style musical en Europe,. Caterina Valente est la première interprète non-brésilienne de bossa nova dans plusieurs pays européens,,,.
En 1963, le chef d'orchestre allemand Claus Ogerman, qui vit aux États-Unis depuis 1959, collabore avec Antônio Carlos Jobim pour son premier album solo The Composer of Desafinado Plays. Ogerman enregistrera un total de six albums pour Jobim. Le plus connu de ces albums étant sans doute Wave. Claus Ogerman écrira également les arrangements des albums Francis Albert Sinatra & Antonio Carlos Jobim de Frank Sinatra, Amoroso. (en) de João Gilberto et The Look of Love de Diane Krall.

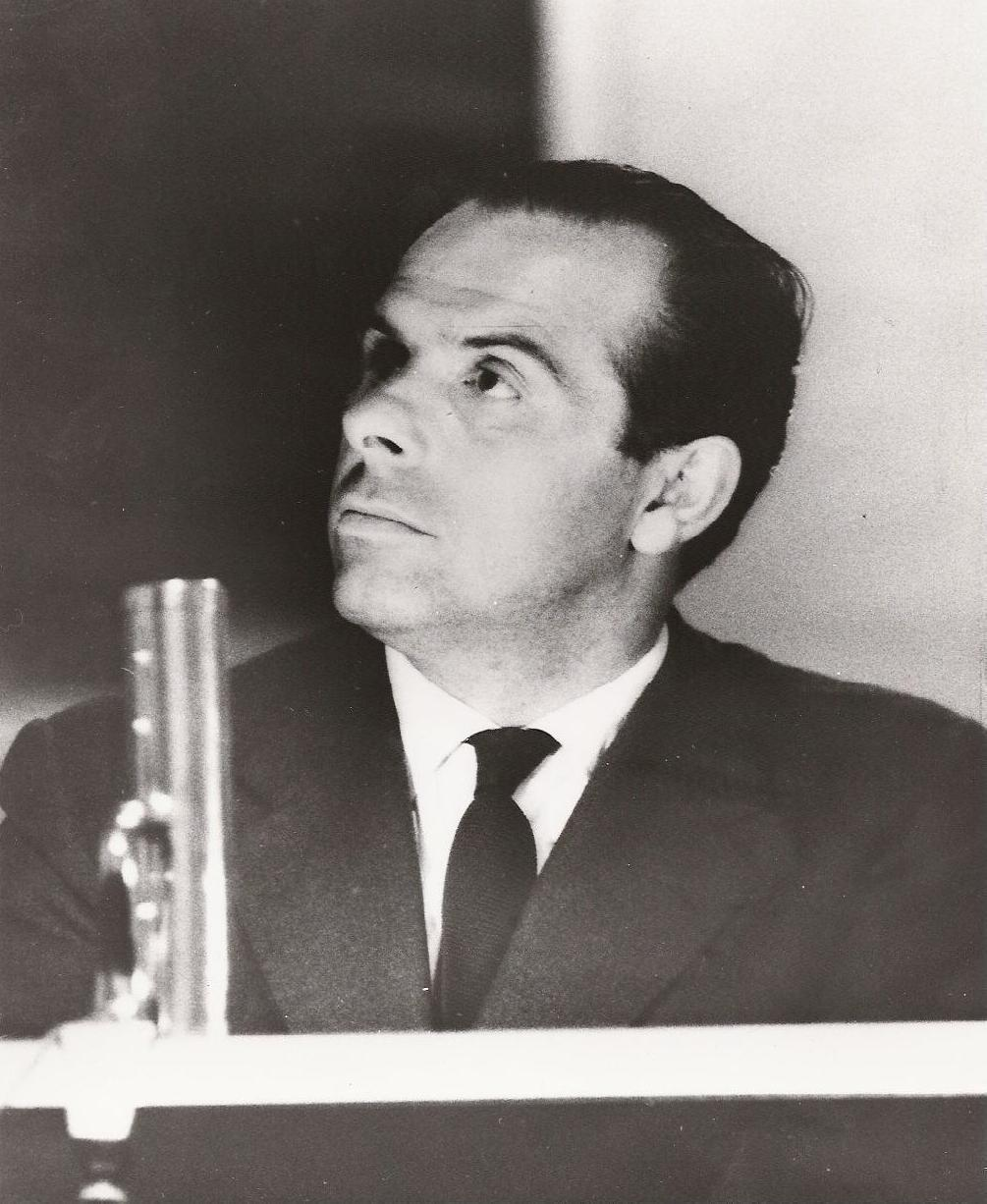
Piero Piccioni.

Dans le domaine du cinéma, la bossa nova a inspiré un nombre important de compositeurs européens de musique de films, notamment Michel Legrand, John Barry, Francis Lai, Ennio Morricone et Piero Piccioni. Michel Legrand est l'un des premiers à avoir utilisé la bossa nova au cinéma (pour le film Love is a Ball sorti en août 1963).
Parmi les autres artistes européens qui ont contribué à la popularité de la bossa nova, on peut citer :
- Allemagne : Till Brönner, Arno Flor (de), Bert Kaempfert, Heinz Kiessling (en), Hildegarde Knef, James Last, Werner Müller, Peter Thomas, Horst Wende (en), Klaus Wunderlich et Helmut Zacharias.
- France : Isabelle Antena, Antoine, Audrey Arno, Isabelle Aubret, François Béranger, Benjamin Biolay, Claude Bolling, Richard Clayderman, Jean Constantin, Vladimir Cosma, Nicole Croisille, Pauline Croze, Jack Diéval, Enzo Enzo, Franck Fernandel, Nino Ferrer, Jacqueline François, Michel Fugain, Serge Gainsbourg, Georges Garvarentz, Stéphane Grappelli, Juliette Gréco, Françoise Hardy, Bernard Lavilliers, Christiane Legrand, Los Machucambos, Michel Magne, Jerry Mengo, Dario Moreno, Nana Mouskouri, Georges Moustaki, Claude Nougaro, Nouvelle Vague, François de Roubaix, Henri Salvador, Élie Semoun[81], Jean Sablon, Didier Sustrac et Laura Villa (it).
- Italie : Alessandro Alessandroni, Luis Bacalov, Fred Bongusto, Giorgio Calabrese, Stelvio Cipriani, Nicola Conte, Edda Dell'Orso, Gianni Ferrio, Giorgio Gaslini, Enrico Intra, Ezio Leoni (it), Augusto Martelli (it), Bruno Martino, Francesco De Masi, Mina, Mario Nascimbene, Bruno Nicolai, Nora Orlandi, Riz Ortolani, Fausto Papetti, Berto Pisano, Pino Presti, Tony Renis, Carlo Savina, Enrico Simonetti, Amedeo Tommasi, Stefano Torossi (it), Armando Trovajoli, Piero Umiliani et Ornella Vanoni.
- Royaume-Uni : Ronnie Aldrich, Shirley Bassey, Matt Bianco, Tony Hatch (en), Ted Heath, Johnny Keating (en), Cleo Laine, Duncan Lamont (en), John Scott et Dusty Springfield.
- Autres pays européens : Lisa Ekdahl, Pim Jacobs, Lio, Tete Montoliu, Gerhard Narholz (en), Helena Noguerra, Rita Reys, Toots Thielemans, Jarkko Toivonen et Zuco 103.

### Artistes d'autres régions du monde

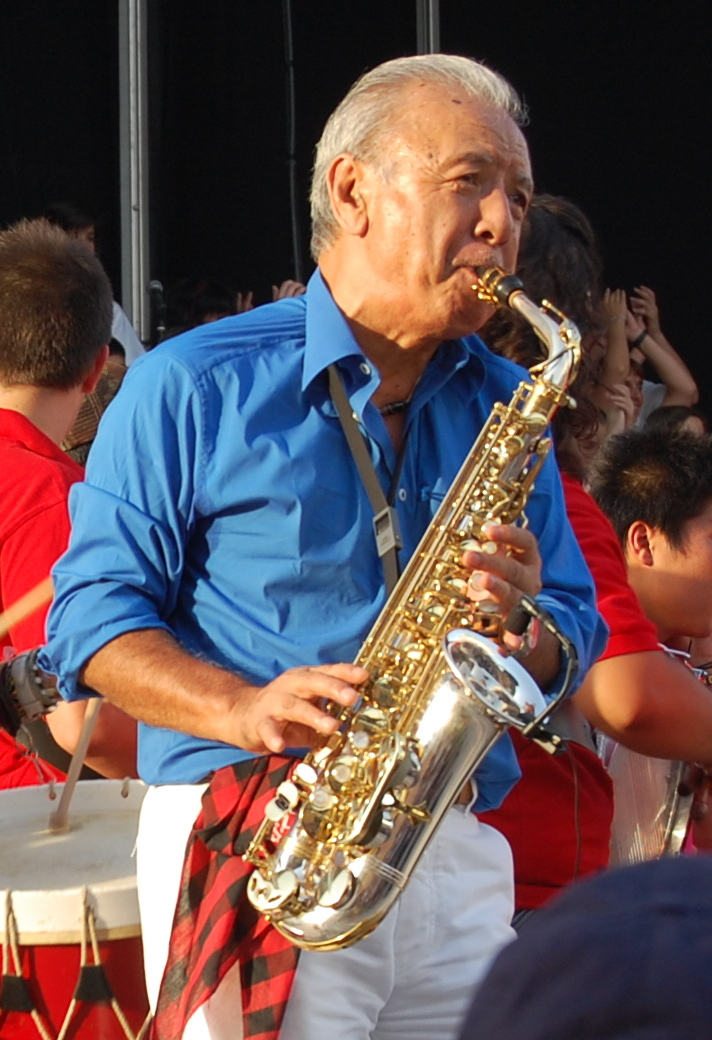
Le saxophoniste Sadao Watanabe.

Des artistes d'autres pays ont également joué un rôle dans l'essor de la bossa nova. Parmi eux, on peut citer :
- Monty Alexander (Jamaïque)
- Gato Barbieri (Argentine)
- Bet.e and Stef (Canada)
- Hector Costita (Argentine)
- Juan García Esquivel (Mexique)
- Joe Hisaishi (Japon)
- Agustín Pereyra Lucena (Argentine)
- Horacio Malvicino (Argentine)
- Armando Manzanero (Mexique)
- Nacho Méndez (Mexique)
- Shigeharu Mukai (en) (Japon)
- Makoto Ozone  (Japon)
- Aldemaro Romero (Venezuela)
- Edmundo Ros (Trinité-et-Tobago)
- Ryūichi Sakamoto  (Japon)
- Shungo Sawada (en)  (Japon)
- Juan Torres (es) (Mexique)
- Sadao Watanabe  (Japon)
- Hozan Yamamoto  (Japon)

## Chansons notables
Parmi les classiques de la bossa nova, on peut notamment citer les titres suivants,,, :

### Compositions de Luiz Bonfá

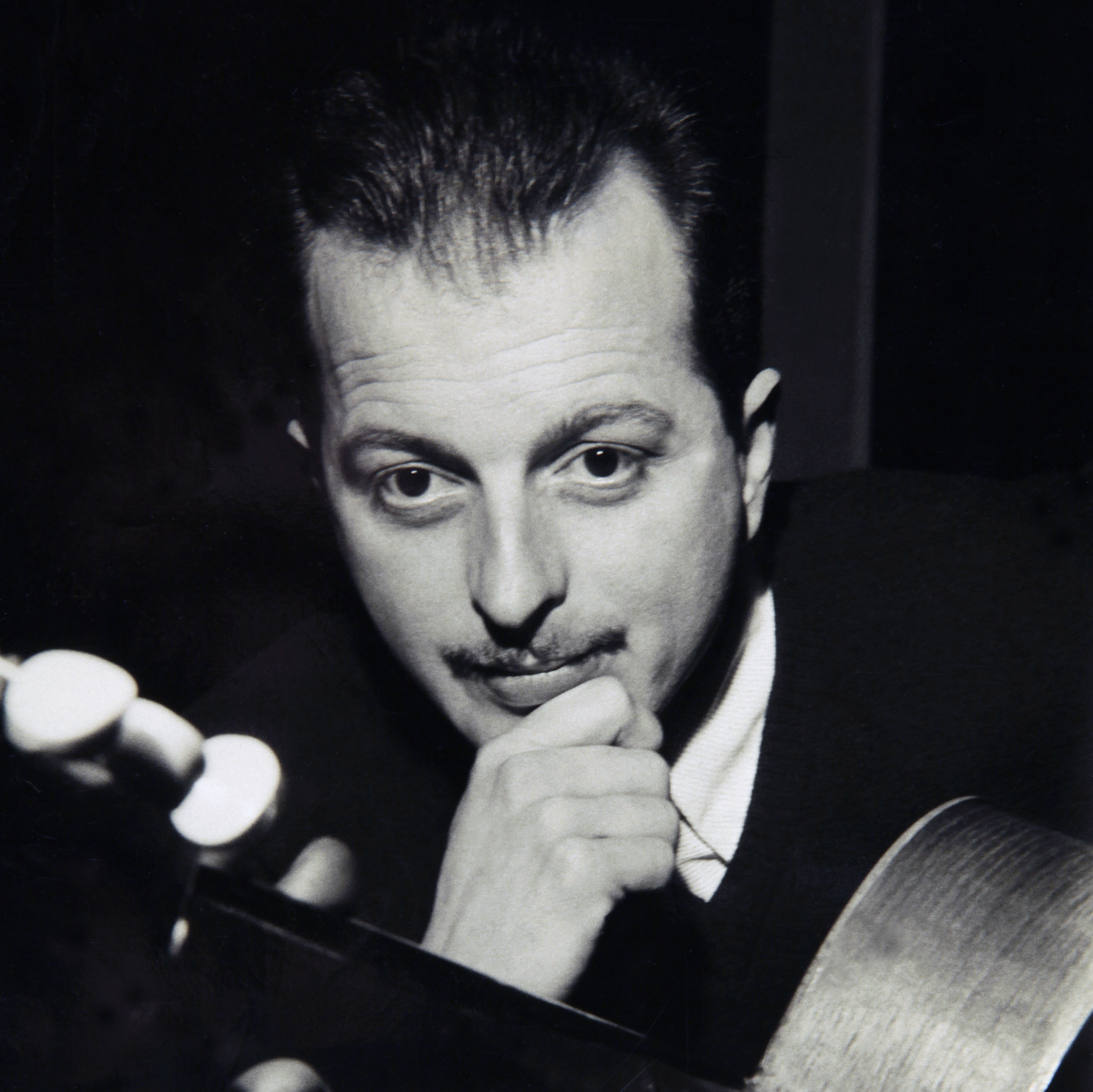
Luiz Bonfá

(l'auteur des paroles est indiqué entre parenthèses)
- Correnteza (co-composé avec Tom Jobim)
- The Gentle Rain (en) (Matt Dubey)
- O Ganso
- Manhã de Carnaval (Antônio Maria)
- Menina Flor (Maria Helena Toledo)
- Samba de Orfeu (Antônio Maria)
- Saudade Vem Correndo  (Maria Helena Toledo)

### Compositions de Chico Buarque

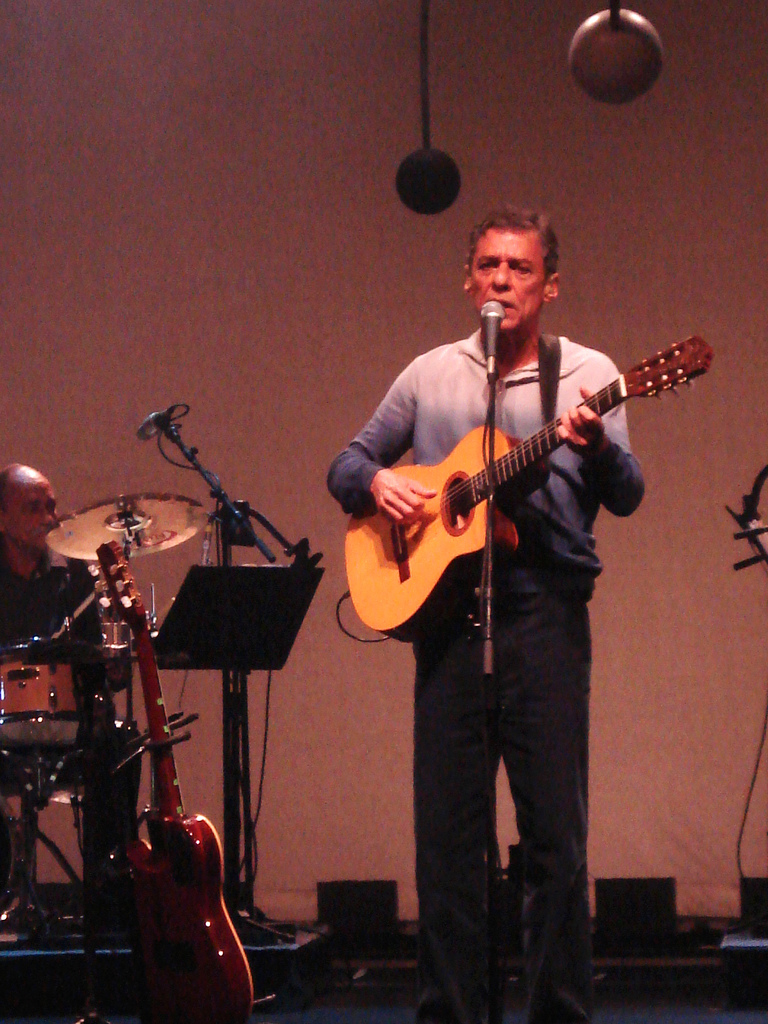
Chico Buarque.

(l'auteur des paroles est Chico Buarque) 
- Com Açúcar, Com Afeto
- A Banda (pt)
- Carolina (pt)
- Construção
- Essa Moça Tá Diferente
- Madalena Foi Pro Mar
- Noite dos Mascarados (pt)
- O Que Será?
- Roda Viva (pt)

### Compositions d'Antônio Carlos Jobim

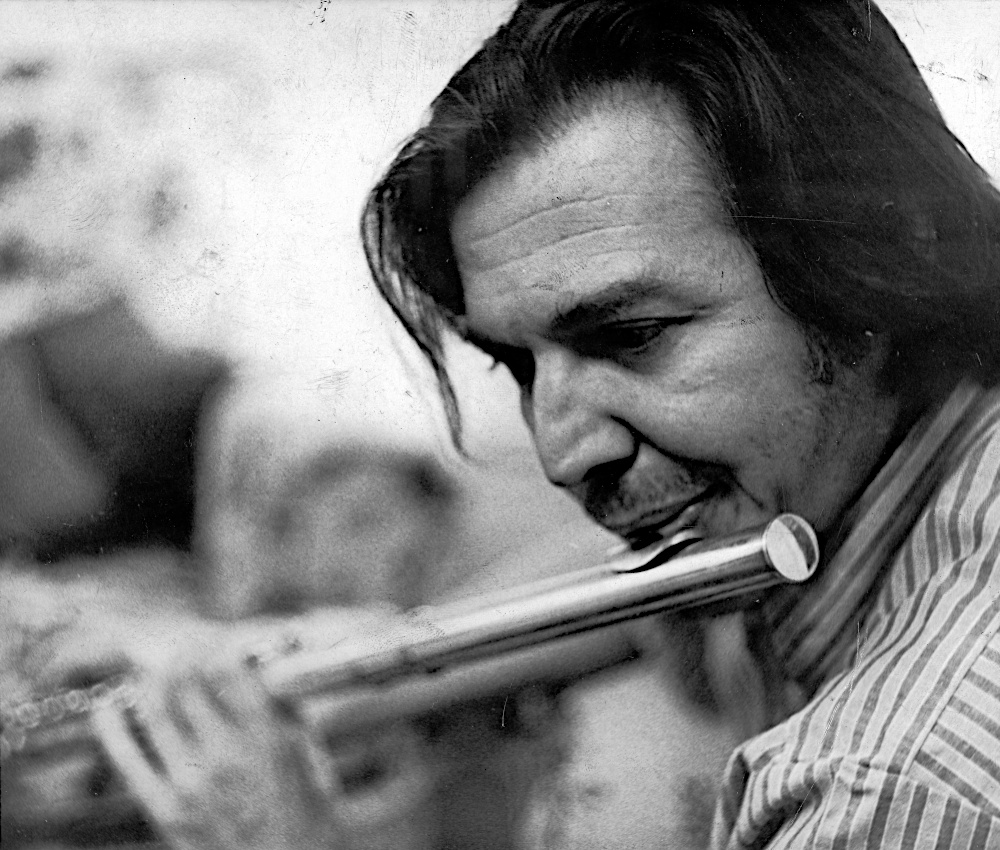
Tom Jobim.

(l'auteur des paroles est Vinícius de Moraes, sauf indiqué entre parenthèses)
- Água de Beber
- Águas de Março (Antônio Carlos Jobim)
- Amor em Paz
- Bonita Demais
- Chega de saudade
- Corcovado (Antônio Carlos Jobim)
- Desafinado (Newton Mendoça)
- Dindi (Aloysio de Oliveira)
- Ela é carioca
- Eu Sei Que Vou Te Amar
- A Felicidade
- Fotografia (Antônio Carlos Jobim)
- Garota de Ipanema
- Insensatez
- Inútil Paisagem (Aloysio de Oliveira)
- Meditação (Newton Mendoça)
- O Morro Não Tem Vez
- Outra Vez (Antônio Carlos Jobim)
- Sabiá (Chico Buarque)
- Samba de Uma Nota Só (Newton Mendoça)
- Samba do Avião (Antônio Carlos Jobim)
- Só Danço Samba
- Só Tinha De Ser Com Você (Aloysio de Oliveira)
- Triste (Antônio Carlos Jobim)
- Vivo Sonhando (Antônio Carlos Jobim)
- Wave (Antônio Carlos Jobim)

### Compositions de Carlos Lyra

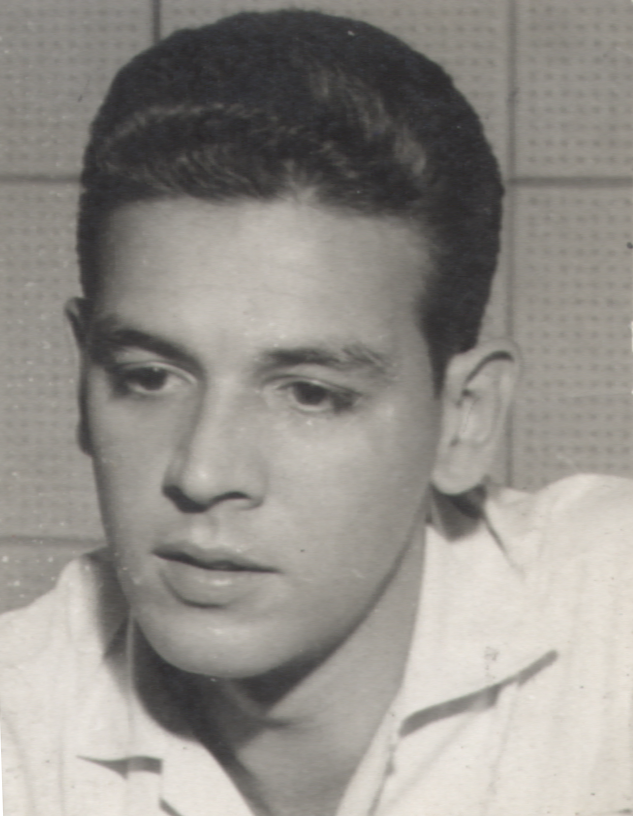
Carlos Lyra.

(l'auteur des paroles est Vinícius de Moraes, sauf indiqué entre parenthèses)
- Coisa mais linda
- Influência do jazz (Carlos Lyra)
- Lobo bobo (Ronaldo Bôscoli)
- Marcha da quarta-feira de cinzas
- Minha Namorada
- Quem quiser encontrar o amor (Geraldo Vandré)
- Você e Eu

### Compositions de Roberto Menescal

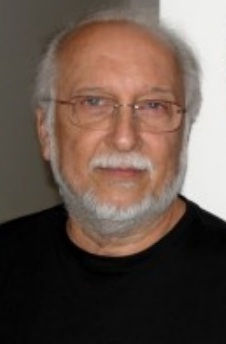
Roberto Menescal.

(l'auteur des paroles est Ronaldo Bôscoli)
- Ah! Se Eu Pudesse
- O Barquinho
- Errinho à Toa
- A Morte de um Deus de Sal
- Nós e o Mar
- Rio
- Você

### Compositions de Baden Powell

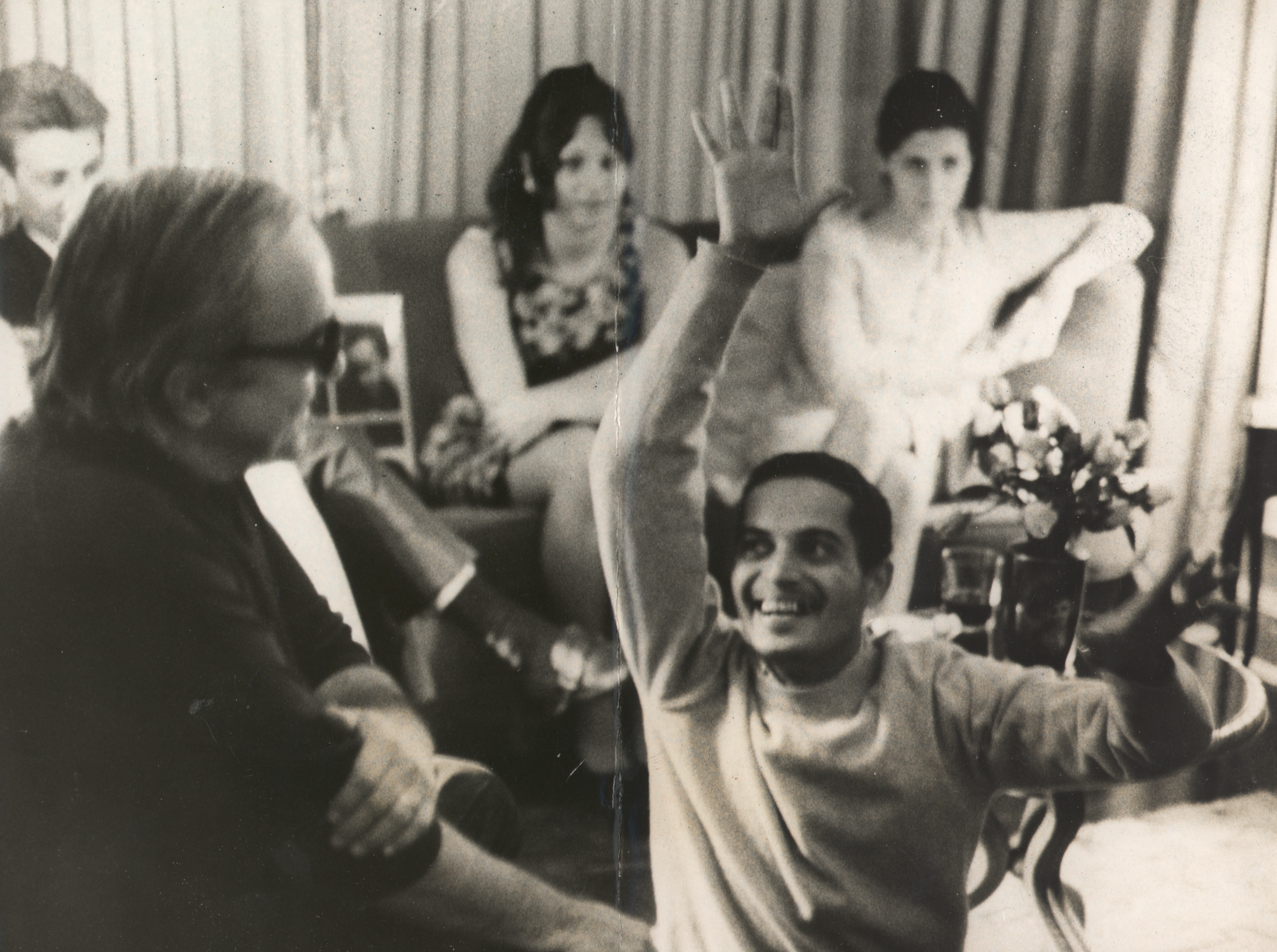
Vinícius de Moraes et Baden Powell en 1972.

(l'auteur des paroles est Vinícius de Moraes, sauf indiqué entre parenthèses)
- Apelo
- O Astronauta
- Berimbau
- Canto de Ossanha (pt)
- Deixa
- Pra que Chorar
- Samba da Bênção
- Samba em Prelúdio
- Samba Triste (Billy Blanco)

### Compositions de Marcos Valle

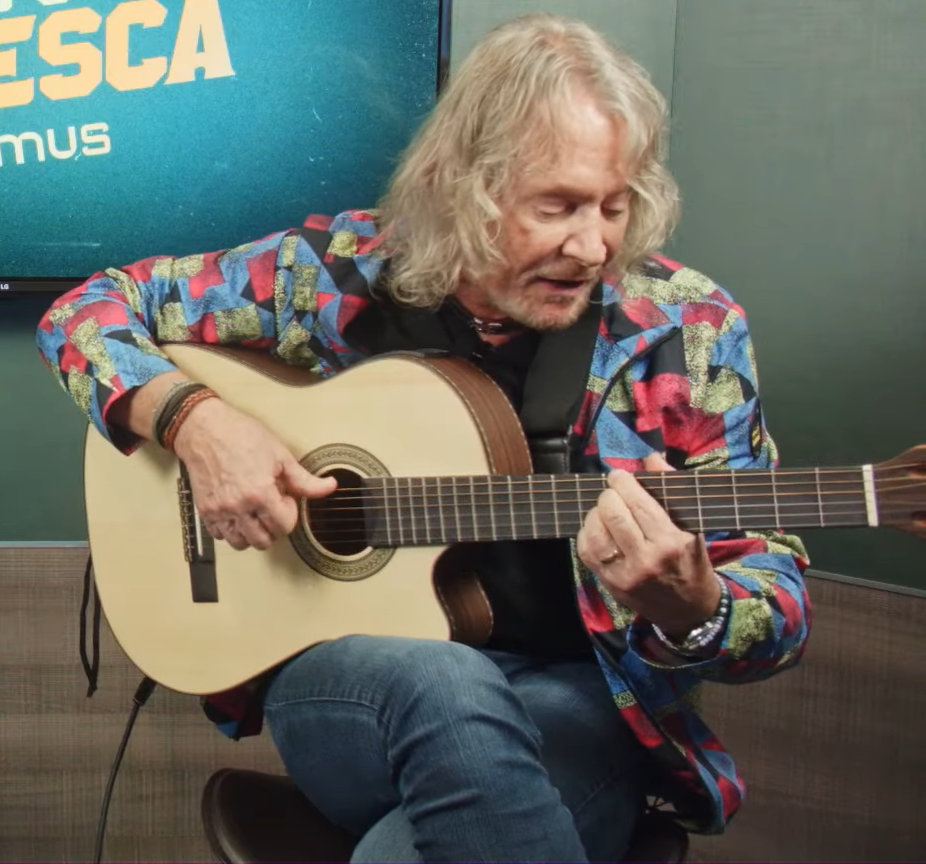
Marcos Valle en 2019.

(l'auteur des paroles est Paulo Sérgio Valle)
- Batucada Surgiu
- Gente
- Os Grilos
- Preciso Aprender a Ser Só
- Samba de Verão
- Seu encanto (co-composé avec Carlos Pingarilho)
- Viola Enluarada

### Autres compositeurs
- Balanço Zona Sul (Tito Madi)

Gilberto Gil à ses débuts.

- Cheiro de saudade (Djalma Ferreira, Luiz Antônio)
- Chora tua tristeza (Oscar Castro-Neves, Luvercy Fiorini)
- Coração Vagabundo (Caetano Veloso)
- Céu e Mar (Johnny Alf)
- Eu Vim da Bahia (Gilberto Gil)
- Mas que nada (Jorge Ben Jor)
- Minha Saudade (João Donato, João Gilberto)
- Misty Roses (Tim Hardin)
- Pra Dizer Adeus (Edu Lobo, Torquato Neto)
- Rapaz de Bem (Johnny Alf)
- Roda (Gilberto Gil, João Augusto)
- Samba da Minha Terra (Dorival Caymmi)
- Saudade Querida (Tito Madi)
- Tristeza (Haroldo Lobo, Niltinho)
- Upa Neguinho (Edu Lobo, Gianfrancesco Guarnieri)
- Você Abusou (Antônio Carlos, Jocáfi)

## Discographie partielle
Les listes (non exhaustives) qui suivent comprennent des albums studios, des albums live, des compilations ainsi que des reprises en bossa nova, enregistrés au Brésil, en Amérique du Nord, en Europe et au Japon à partir de 1958. Tous les albums cités sont répertoriés sur Discogs et la plupart peuvent être écoutés sur YouTube. La maison de disques, le numéro de catalogue et le pays de publication indiqués pour chaque album sont ceux de l'édition originale.
Les labels discographiques historiques de la bossa nova incluent Odeon, Philips, RGE, Verve et Elenco.

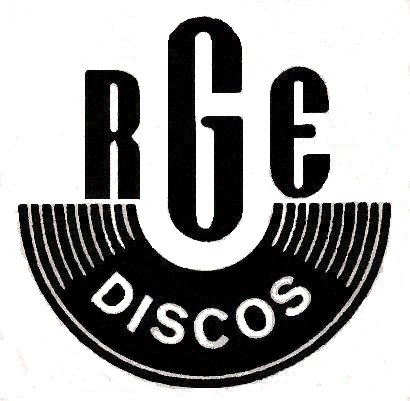
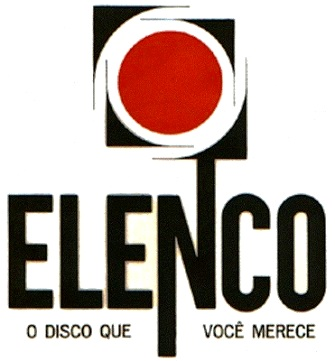

On pourra consulter alternativement le « classement des meilleurs albums de bossa » selon les utilisateurs de Rate Your Music.

### Débuts de la bossa nova 1958 - 1962
1958 :

Agostinho dos Santos.

- Chega de Saudade/Bim Bom - João Gilberto (Odeon 14.360 )

1959 :
- Chega de Saudade - João Gilberto (Odeon MOFB-3073 )
- A Felicidade/Manhã de Carnaval - Agostinho dos Santos (RGE  10.173 )
- Bossa e Bossa - Conjuto Bossa Nova (Odeon BWB 1152 )
- Bossa Nova - Carlos Lyra (Philips P 630.409 L )
- Doris - Doris Monteiro (Columbia LPCB-37080  )
- Lúcio Alves, Sua voz íntima, Sua bossa nova, Interpretando sambas em 3-D (Odeon MOFB-3088 )
- Sambas de Bossa Nova - Turma da bossa (Musidisc Brasil Hi-Fi 2023 )
- Orfeu Negro - Bande originale du film (Philips B 76.470 R )
- Felicità - Caterina Valente (Decca 45-C 16539 )
- O Violao de Luiz Bonfa - Luiz Bonfá (Cook 1134 )

1960 :

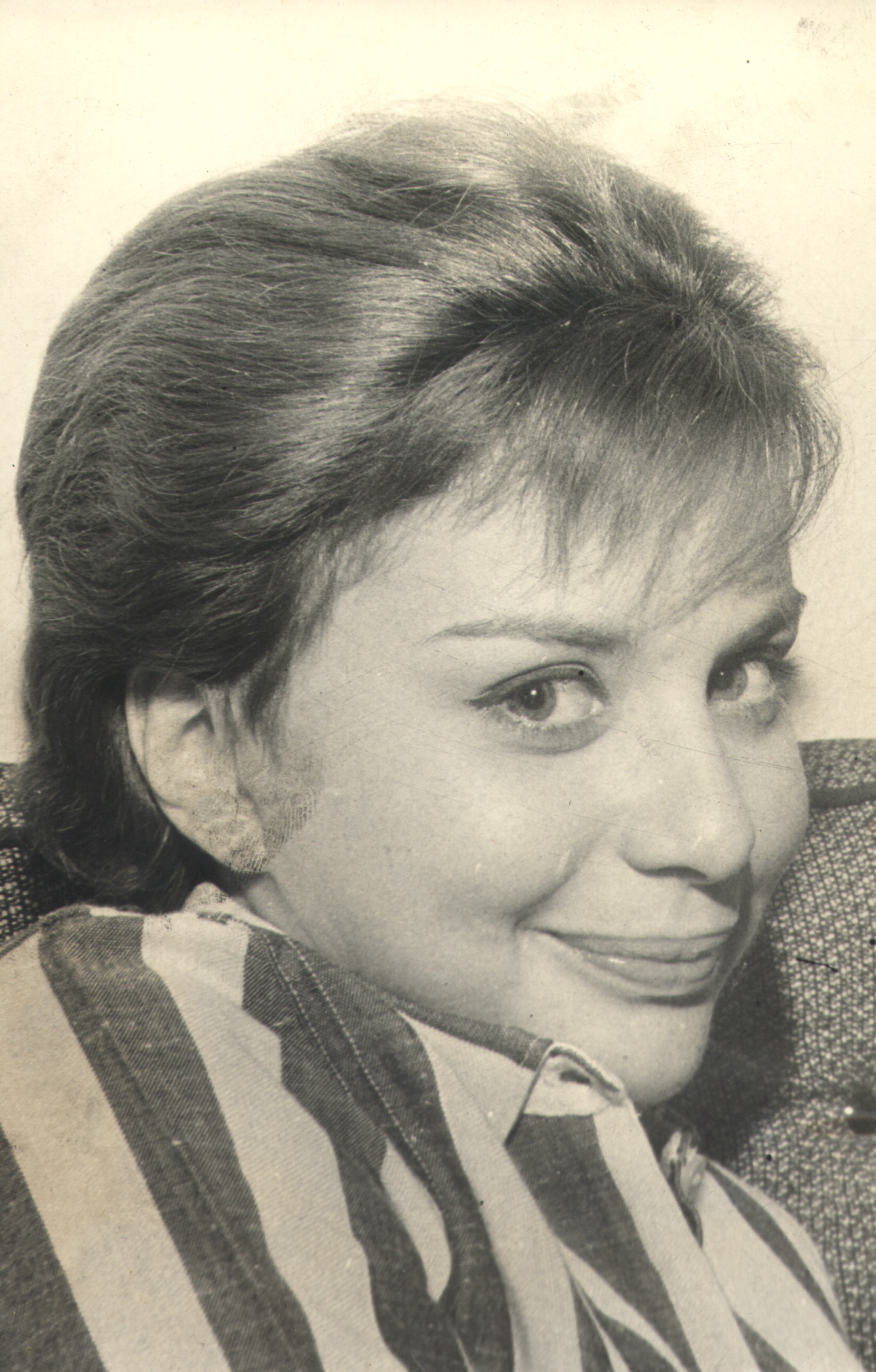
Sílvia Telles.

- O amor, o sorriso e a flor - João Gilberto (Odeon MOFB-3151 )
- Cheiro de Saudade - Jonas Silva (Philips 425.608-PE )
- Amor Em Hi-Fi - Sílvia Telles (Philips P 630.419 L )
- Não Gosto Mais de Mim: A Bossa Romântica de Sérgio Ricardo - Sérgio Ricardo (Odeon MOFB-3168 )
- Bossa Nova Mesmo - Oscar Castro-Neves, Carlos Lyra, Lúcio Alves, Sylvia Telles (Philips P 630.424 L )
- Novamente em Foco! - Os Vocalistas Modernos (Philips P 630.428 L )
- Samba 707 - Enrico Simonetti et l'orchestre de RGE (RGE XRLP-5.080 )
- Agostinho Sempre Agostinho - Agostinho dos Santos (RGE XRLP-5.081 )
- Brasil, Violão E Sambalanço! - Paulinho Nogueira (RGE XRLP-5.088 )
- Piano Bossa Nova -Fats Elpidio (RCA Victor BBL-1103 )
- Saxsambando - Os Saxsambistas Brasileiros (Plaza PZ-303 )
- Os Cobras - Os Cobras (Copacabana (pt) CLP 11168 )

1961 :

Maysa.

- João Gilberto - João Gilberto (Odeon MOFB-3202 )
- A Pedida É Samba - Isaura Garcia, accompagnée par Walter Wanderley (Odeon MOFB-3237 )
- Quem Quiser Encontrar o Amor/Sonho de Amor e Paz - Geraldo Vandré (RGE 10.311 )
- Sambas do Rio - Lana Bittencourt (Columbia LPCB-37152 )
- Barquinho - Maysa (Columbia LPCB-37161 )
- Um Violão na Madrugada - Baden Powell (Philips P 630.445 L )
- Doris Monteiro - Doris Monteiro (Philips P 630.454 L )
- Dance Moderno - Sérgio Mendes (Philips P 630.491 L )
- A Sensação - Leny Andrade (RCA Victor BBL-1128 )
- Rapaz de Bem - Johnny Alf (RCA Victor BBL-1155 )
- Simplesmente - Marisa (Copacabana  CLP 11194 )

1962 :

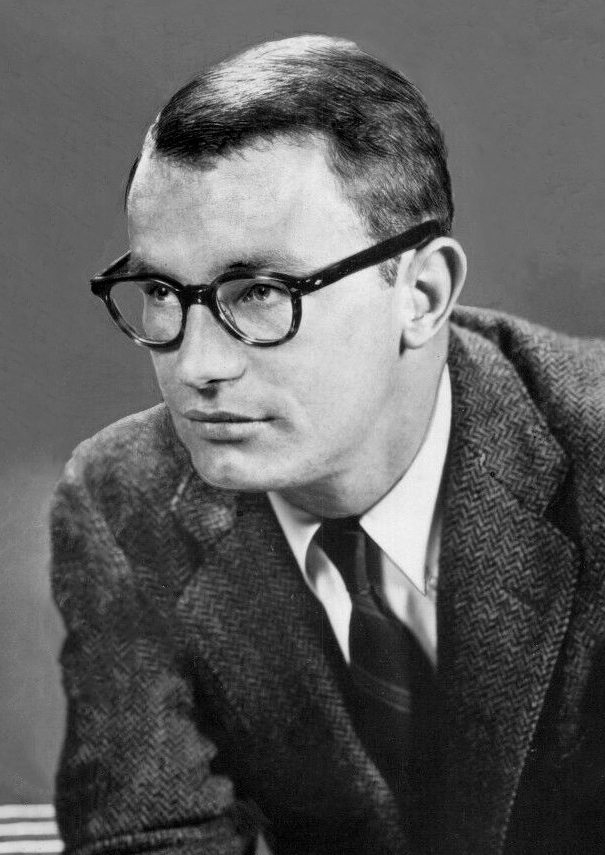
Cal Tjader.

- Tamba Trio - Tamba Trio (Philips P 632.129 L )
- A Bossa dos Cariocas  - Os Cariocas (Philips P 632.152 L )
- Dizzy on the French Riviera (en) - Dizzy Gillespie (Philips PHM 200-048 )
- Jazz Samba - Stan Getz, Charlie Byrd (Verve V-8432 )
- Desafinado - Pat Thomas et l'orchestre de Lalo Schifrin (MGM Records E 4103 )
- Bossa Nova - Shorty Rogers and His Giants (Reprise R-6050 )
- What's New? - Sonny Rollins (RCA Victor LPM-2572 )
- Big Band Bossa Nova - Quincy Jones (Mercury MG-20751 )
- Bossa Nova Soul Samba - Ike Quebec (Blue Note BLP 4114 )
- Cal Tjader Plays the Contemporary Music of Mexico and Brasil - Cal Tjader (Verve V-8470 )
- Bossa Nova Jazz Samba - Bud Shank & Clare Fischer (Pacific Jazz PJ-58 )
- Bossa Nova pour les tout-petits - Henri Salvador (Disques Salvador/Philips 432.843 BE )
- Samba "Nouvelle Vague" - Sivuca et les Rythmes Brésiliens de Silvio Silveira (Barclay 82 277 )
- Bossa Nova - Laura Villa (Polydor 46128 )
- Le Roi De La Bossa Nova - Luiz Bonfá (Fontana 680.228 ML )

### À partir de 1963

#### Albums studio
1963 :

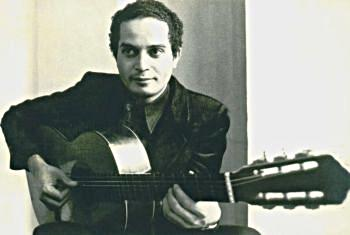
Baden Powell.

- Pery É Todo Bossa - Pery Ribeiro (Odeon MOFB-3314 )
- New Wave! (en) - Dizzy Gillespie (Philips PHM 200-070 )
- Three Guitars in Bossa Nova Time - Herb Ellis (Epic LA 16036 )
- The Composer of Desafinado Plays - Antônio Carlos Jobim (Verve V-8547 )
- Stan Getz with guest artist Laurindo Almeida - Stan Getz, Laurindo Almeida (Verve V-8665 )
- Muito À Vontade - João Donato (Polydor LPNG-4085 )
- Samba Esquema Novo (en) - Jorge Ben Jor (Philips P 632.161 L )
- Caterina Valente e Luiz Bonfá - Caterina Valente, Luiz Bonfá (London LLN-7090 )
- A Bossa Nova de Roberto Menescal - Roberto Menescal (Elenco ME-3 )
- À Vontade - Baden Powell (Elenco ME-11 )
- Bossa Nova, Nova Bossa - Manfredo Fest (RGE XRLP-5.209 )
- Bossa Nova - Franco Cerri (Columbia 33QPX 8043 )
- Célèbres Mélodies du Brésil - Michel Magne et son grand orchestre (Bel Air 321075 )
- Bossa Nova - Jerry Mengo (sous le nom d'Augusto Garincha) et son orchestre (Ducretet Thomson 305 V 040 )
- Bossa Nova en Direct du Brésil - Mickey Baker (Versailles STDX 8030 )
- Samba no Esquema - Walter Wanderley (Odeon MOFB-3358 )
- O Bem Do Amor - Elis Regina (Columbia LPCB-37307 )

1964 :

Edu Lobo.

- Idéias... - Eumir Deodato (Odeon MOFB-3394 )
- A Nova Dimensão Do Samba - Wilson Simonal (Odeon MOFB-3396 )
- Canta Triste - Ana Lúcia (RGE XRLP-5.239 )
- Vagamente - Wanda Sá (RGE XRLP-5.248 )
- Nara - Nara Leão (Elenco ME-10 )
- Dick Farney - Dick Farney (Elenco ME-15 )
- Caymmi Visita Tom - Dorival Caymmi, Antônio Carlos Jobim (Elenco ME-17 )
- Edu Lobo por Edu Lobo - Edu Lobo, Tamba Trio (Elenco ME-19 )
- Getz/Gilberto - Stan Getz, João Gilberto (Verve V-8545 )
- Os Gatos - Os Gatos (Philips P 632.189 L )
- A Bossa Moderna de Luiz Henrique - Luiz Henrique (Philips P 632.195 L )
- Tema do Boneco de Palha - Vera Brasil (Farroupilha LPFA-400 )

1965 :

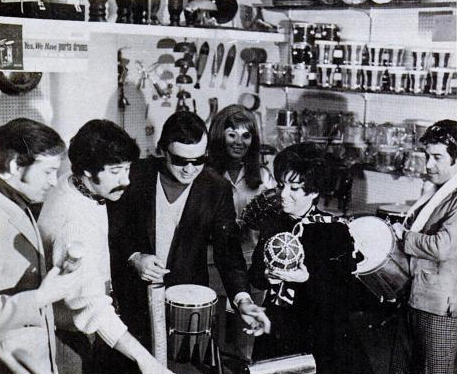
Walter Wanderley (au centre) avec son groupe.

- O compositor e o cantor - Marcos Valle (Odeon MOFB-3413 )
- Samba, Nova Geração - Geraldo Vespar (Odeon MOFB-3433 )
- Bossa Antigua - Paul Desmond, Jim Hall (RCA Victor LPM-3320 )
- The New Sound of Brazil - João Donato (RCA Victor LPM-3473 )
- The Astrud Gilberto Album (en) - Astrud Gilberto (Verve V-8608 )
- Brasil '65 - Sérgio Mendes Trio, Wanda Sá, Rosinha de Valença (Capitol T 2294 )
- O Autêntico Walter Wanderley - Walter Wanderley (Philips P 632.757 L )
- Jongo Trio - Jongo Trio (Farroupilha LPFA-407 )
- Claudette Soares - Claudette Soares (Mocambo 40.283 )
- Chico Fim de Noite - Chico Feitosa (Forma FM-7 )
- Sambalanço Trio - Sambalanço Trio (Som Maior/RGE SMLP - 1501 )

Années 1966 - 1969 :

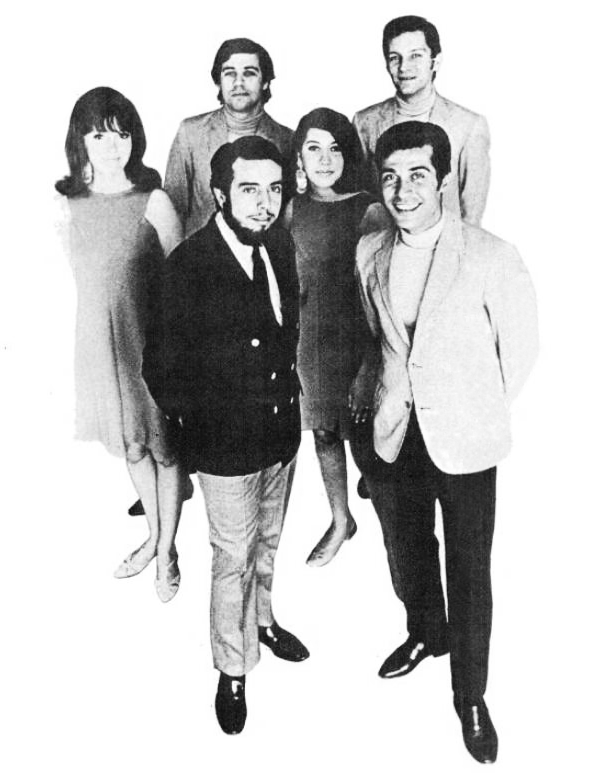
Sérgio Mendes & Brasil '66.

- 1966 : Apresentamos Tânia Maria - Tânia Maria  (Continental PPL-12.266 )
- 1966 : Balanço Zona Sul E Outro Successos - Tito Madi (Odeon MOFB-3444 )
- 1966 : Os Reis Do Rítmo - Bossa 3 (Odeon MOFB-3449 )
- 1966 : Balançando - Milton Banana Trio (Odeon SMOFB-3466 )
- 1966 : Simplesmente - Dóris Monteiro (Odeon MOFB-3468 )
- 1966 : Rain Forest (en) - Walter Wanderley (Verve V-8658 )
- 1966 : Herb Alpert Presents Sergio Mendes & Brasil '66 - Sérgio Mendes & Brasil '66 (A&M SP-4116 )
- 1966 : A Bossa Do Toquinho - Toquinho (Formata FB-137 )
- 1967 : Domingo (en) - Gal Costa, Caetano Veloso (Philips R 765.007 P )
- 1967 : Francis Albert Sinatra & Antonio Carlos Jobim - Frank Sinatra, Antônio Carlos Jobim (Reprise FS-1021 )
- 1967 : Wave - Antônio Carlos Jobim (A&M/CTI F-51-3002 )
- 1967 : Beach Samba - Astrud Gilberto (Verve V6-8708 )
- 1968 : Eu e a brisa - Márcia (Philips R 765.035 L )
- 1968 : Chico Buarque de Hollanda Volume 3 - Chico Buarque (RGE XRLP-5.320 )
- 1968 : Samba Blim - Tamba 4 (A&M/CTI SP-3013 )
- 1968 : Golden Bossa Nova Guitar - Sivuca (Reprise SWG-7123 )
- 1969 : Elis & Toots - Elis Regina, Toots Thielemans (Philips 850 069 PY )
- 1969 : Andança - Beth Carvalho (Odeon MOFB-3581)

Années 1970 - 1979 :

Johnny Alf en 1972.

- 1970 : Mina Canta O Brasil - Mina (PDU Pld. A. 5026 )
- 1970 : Stone Flower (en) - Antônio Carlos Jobim (CTI 624.513 )
- 1970 : João Gilberto en México - João Gilberto (Orfeon LP 12-717 )
- 1970 : Gilberto Golden Japanese Album - Astrud Gilberto (Verve MV 2004 )
- 1971 : Dez Anos Depois - Nara Leão (Polydor 44.059 )
- 1971 :  Ele é Johnny Alf - Johnny Alf (Parlophone PBA 13028 )
- 1973 : João Gilberto - João Gilberto (Polydor 2451 037 )
- 1973 : Summer Sambas - Duncan Lamont (Music For Pleasure/EMI MFP 50080 )
- 1974 : Elis & Tom - Antônio Carlos Jobim, Elis Regina (Philips 6349.112 )
- 1974 : Temas Brasileños - Tete Montoliu (Ensayo ENY-303 )
- 1975 : Vinícius / Toquinho - Vinícius de Moraes, Toquinho (Philips 6349.134 )
- 1975 : Un amour, un sourire, une fleur... - Sacha Distel (Pathé 2 C 064-96309 )
- 1976 : The Best of Two Worlds (en) - Stan Getz, João Gilberto (Columbia PC 33703 )
- 1977 :  Miucha & Antonio Carlos Jobim - Miúcha, Antônio Carlos Jobim (RCA 103.0213 )
- 1977 : Amoroso (en) - João Gilberto (Warner Bros. Records BS 3053 )
- 1977 : That Girl from Ipanema - Astrud Gilberto (Image Records/Audio Fidelity IM-305 )
- 1978 : I Love Brazil! - Sarah Vaughan (Pablo Records 2312-101 )

Années 1980 - 1989 :

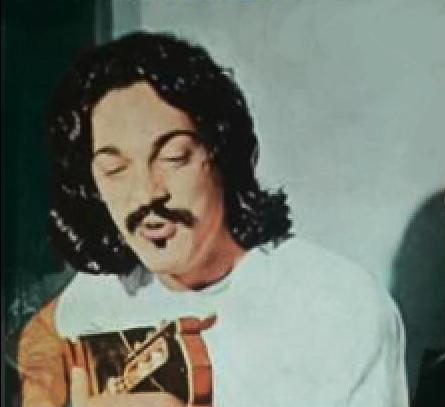
Toquinho.

- 1980 : Terra Brasilis (en) - Antônio Carlos Jobim (Warner Bros. Records 2B 3409 )
- 1980 : Brasil - João Gilberto, Caetano Veloso, Maria Bethânia, Gilberto Gil (WEA BR 38.045 )
- 1981 : Edu & Tom, Tom & Edu - Edu Lobo, Antônio Carlos Jobim (Philips 6328 378 )
- 1981 : A Brazileira - Lani Hall (A&M 170063 )
- 1981 :  Ella Abraça Jobim - Ella Fitzgerald (Pablo Records 2630-201 )
- 1984 : Sonho Dourado - Toquinho (Barclay 823 265-1 )
- 1985 : Pedro Paulo Castro Neves & Michel Legrand - P. P. Castro Neves, Michel Legrand (Pointer 203.0018 )
- 1986 : Prá Tanto Viver - Pery Ribeiro, Luiz Eça (Continental 1-77-405-004 )
- 1987 : Passarim - Antônio Carlos Jobim (Verve 833 234-1 )
- 1988 : Miúcha - Miúcha (Continental 1.35.404.035 )
- 1988 : Negro Demais No Coração - Joyce (SBK 320.055 )

Années 1990 - 1999 :

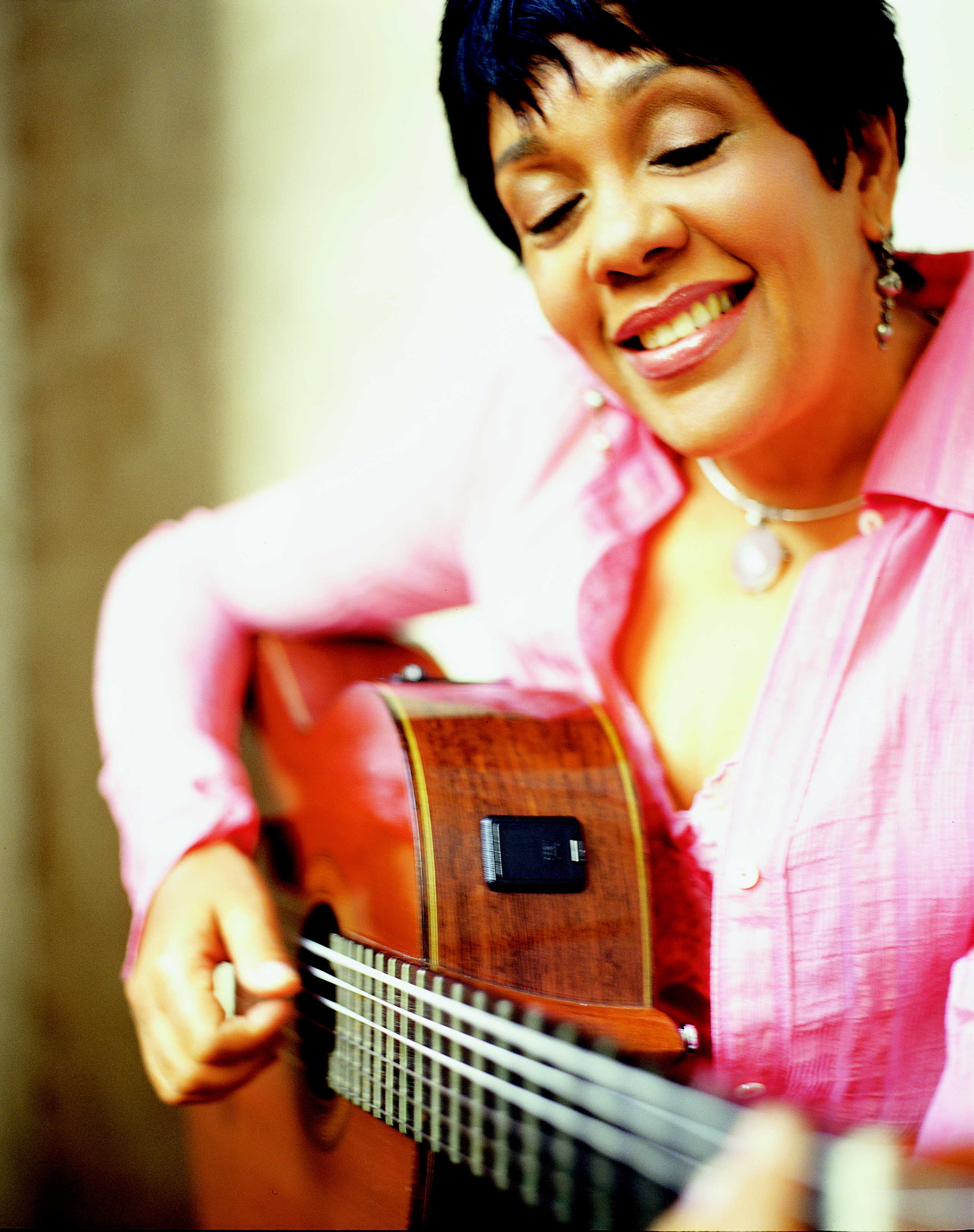
La chanteuse Rosa Passos.

- 1990 : Eliane Elias Plays Jobim - Eliane Elias (Blue Note  CDP 7 93089 2 )
- 1991 : João - João Gilberto (Philips 848 188-1 )
- 1993 : Festa - Rosa Passos (Velas 11 - V015 )
- 1994 : Isso É Bossa Nova - Leila Pinheiro (EMI 830979-2 )
- 1995 : Bossa Nova - Ana Caram (Chesky Records JD129 )
- 1995 : Double Rainbow: The Music of Antonio Carlos Jobim - Joe Henderson (Verve 527 222-2 )
- 1996 : Brazilian Serenade - Lee Konitz & The Brazilian Band (Venus Records TKCV-35018 )
- 1997 : My Bossa Nova Favorites - Richard Clayderman (Edisom 802679 )
- 1997 : Bate Boca - Quaterto em Cy & MPB-4 (Mercury 536 178-2 )
- 1997 : Nova Bossa Nova - Marcos Valle (Far Out Records FARO 022 )
- 1999 : From Paris To Rio - Karrin Allyson (Concord CCD-4865-2 )

Années 2000 - 2009 :

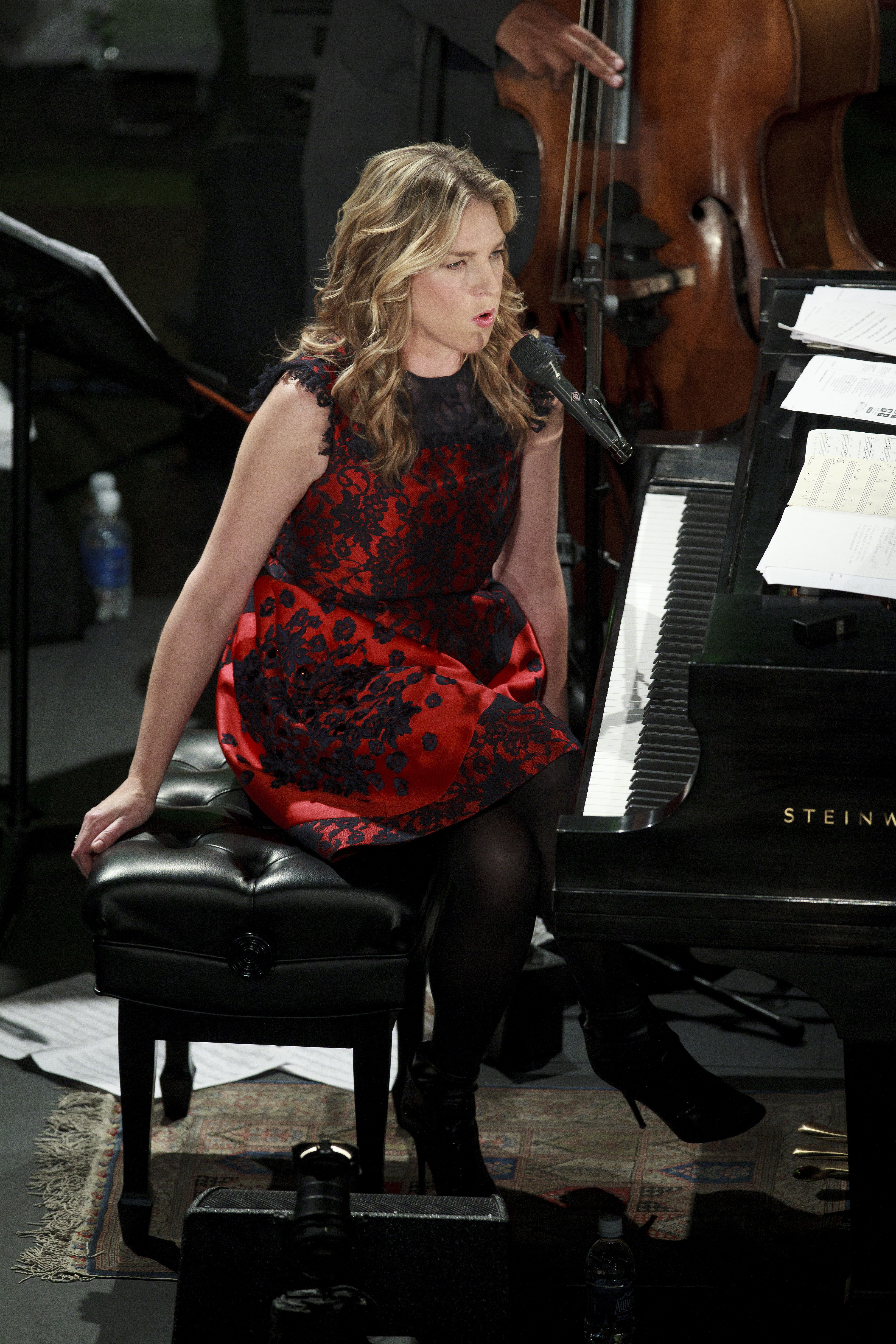
La pianiste Diana Krall.

- 2000 : Speaking of Jobim - Eddie Higgins (Sunnyside SSC 1092D )
- 2000 : Voz e Violão - João Gilberto (Mercury 73145467132 )
- 2000 : Tanto Tempo - Bebel Gilberto (Ziriguiboom ZIR05 )
- 2000 : Chambre avec vue - Henri Salvador (Virgin 724385 02472 6 )
- 2001 : Azul - Helena Noguerra (Tricatel TRICDFR 012 )
- 2001 : The Look of Love - Diana Krall (Verve 549 846-2 )
- 2002 : Day By Day - Bet.e and Stef (Universal Music 7697422302 )
- 2003 : Bossa Jam Session - Eddy Palermo & Roberto Menescal (Albatroz 011.051 )
- 2004 : Bossa Nova - John Pizzarelli (Telarc CD-83591 )
- 2004 : Homenagem a Luiz Eça - Michel Legrand (Biscoito Fino BF 588 )
- 2005 : Cœur vagabond - Coração vagabundo - Bïa (RCA Victor 82876802162 )
- 2006 : Timeless - Sérgio Mendes (Concord CCD-2263-2 )
- 2006 : A Girl Meets Bossanova 2 - Olivia Ong (Incense Records SSDI-9190 )
- 2007 : The New Bossa Nova - Luciana Souza (Verve 0602498485392 )
- 2008 : The Music of Antonio Carlos Jobim "Ipanema" - Lisa Ono (Avex Io IOCD-20230 )
- 2008 : Novas Bossas - Milton Nascimento et le Jobim Trio (EMI 212219-2 )

Années 2010 - 2019 :

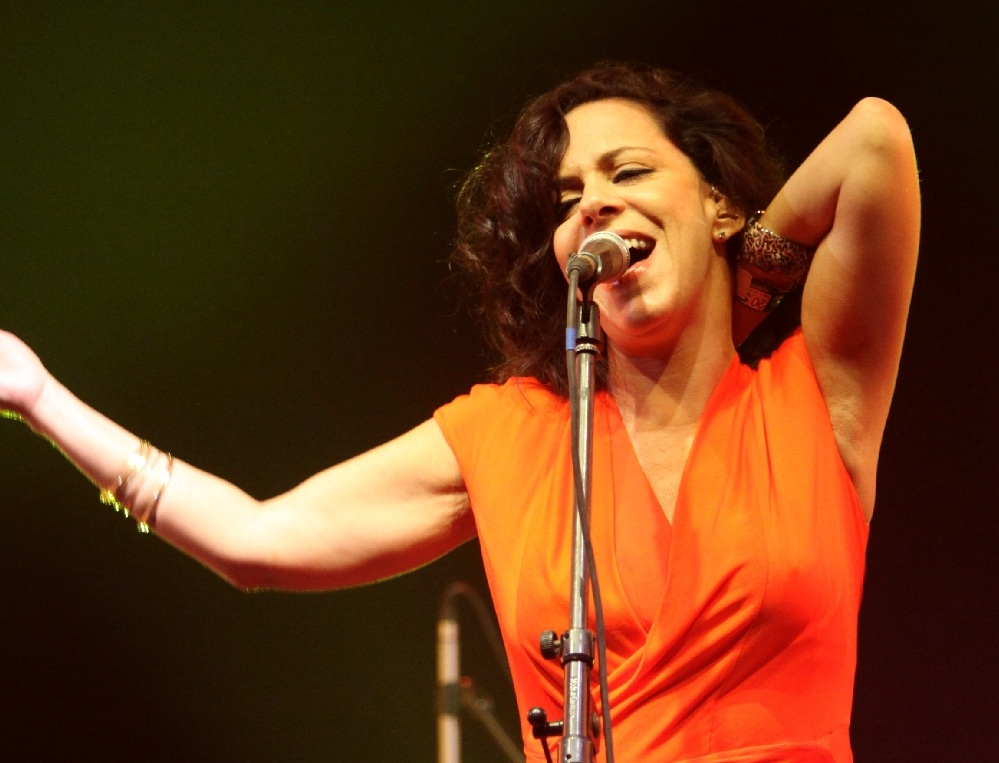
Bebel Gilberto en 2012.

- 2010 : Só Danço Samba - Emilio Santiago (Universal Music 60252744425 )
- 2011 : Light My Fire - Eliane Elias (Concord Picante CPI-32761-02 )
- 2011 : Agua de Beber - Eugenia León (EMI 5099973096627 )
- 2013 : Kenny Barron & The Brazilian Knights - Kenny Barron (Universal Music 372 702-5 )
- 2013 : In Rio - Bebel Gilberto (Biscoito Fino 4895190 )
- 2015 : Vinicius canta Antonio Carlos Jobim - Vinícius Cantuária (Song X Jazz SONG X 028 )
- 2015 : Velhas Ideias Novas - Léo Gandelman (Sax Samba LG018 )
- 2016 : Danilo Caymmi Canta Tom Jobim - Danilo Caymmi (Universal Music 060255734340 )
- 2016 : Bossa nova - Pauline Croze (Sony Music 88985326122 )
- 2016 : Carminho canta Tom Jobim - Carminho (Warner Music Group 9029587961 )
- 2018 : Edu Dori & Marcos - Edu Lobo, Dori Caymmi, Marcos Valle (Biscoito Fino BF508-2 )

Depuis 2020 :
- 2020 : A Arte De Viver - Toquinho (Deck 22321-2 )
- 2022 : Quietude - Eliane Elias (Candid CCD 30512 )

#### Albums live

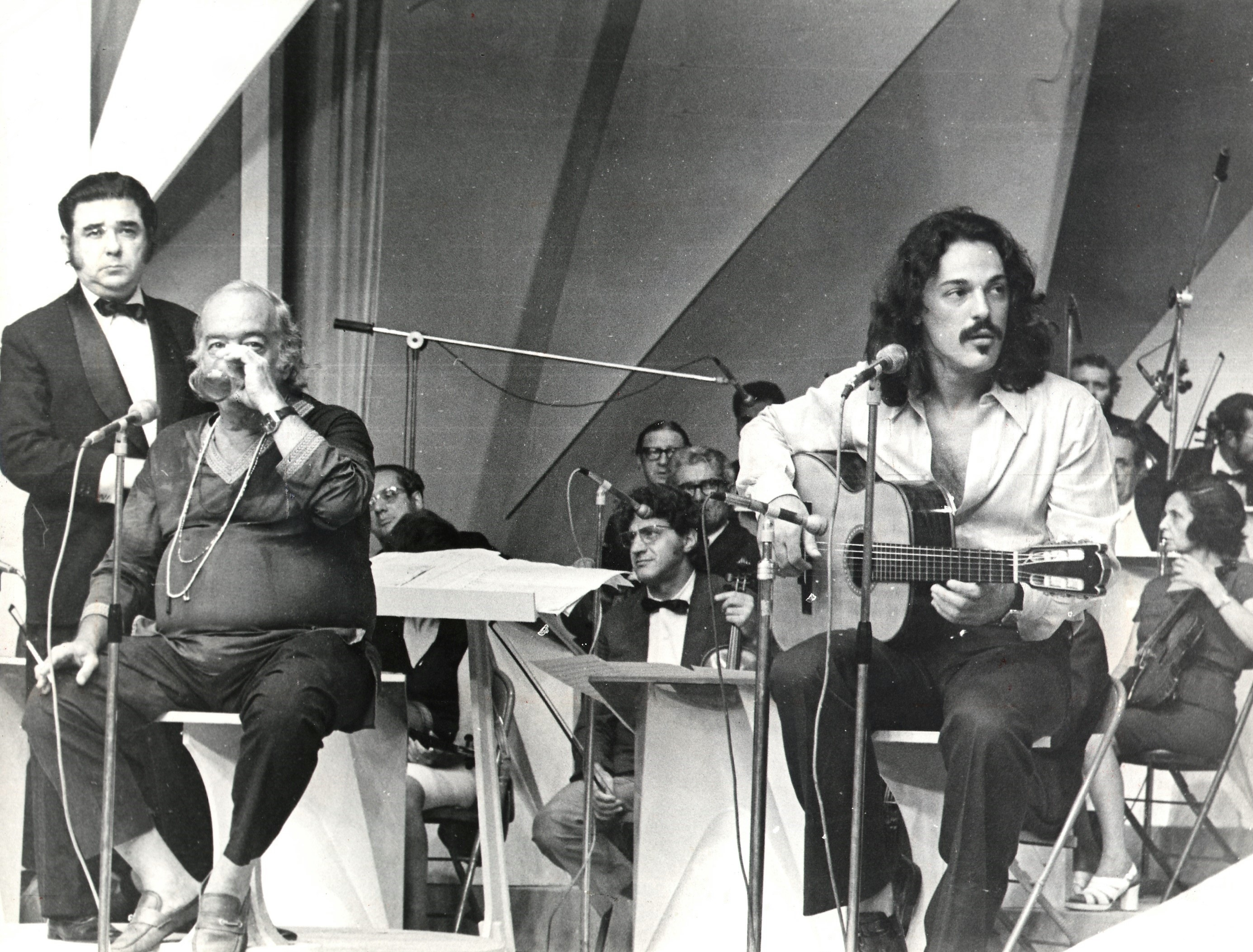
Vinícius de Moraes et Toquinho en concert en 1973.

- 1963 : Bossa Nova at Carnegie Hall - Various artists (Audio Fidelity Records (en) AFSD 6101 )
- 1964 : Getz au Go Go - Stan Getz, Astrud Gilberto (Verve V-8600 )
- 1965 : 5 Na Bossa - Nara Leão, Edu Lobo, Tamba Trio (Philips P 632 769 L )
- 1965 : O Fino Do Fino (Ao Vivo No Teatro Record) - Elis Regina, Zimbo Trio (Philips P 632 780 L )
- 1965 : Gemini V - Pery Ribeiro, Leny Andrade, Bossa Três (Odeon MOFB 3445 )
- 1965 : In Person at El Matador - Sérgio Mendes & Brasil '65 (Atlantic 8112 )
- 1966 : Dois Na Bossa Número 2 - Elis Regina, Jair Rodrigues (Philips P 632 792 L )
- 1966 : Rosinha de Valença Ao Vivo - Rosinha de Valença (Forma P 103 VDL )
- 1968 : Som Três Show - Som Três (Odeon MOFB 3541 )
- 1970 : No Flag - Luiz Carlos Vinhas (Odeon MOFB 3630 )
- 1970 : En La Fusa - Vinícius de Moraes, Toquinho, Maria Creuza (Trova XT 80002 )
- 1977 : Gravado ao vivo no Canecão - Tom Jobim, Vinicius de Moraes, Toquinho, Miúcha (Som Livre 403.6142 )
- 1986 : Live at the 19th Montreux Jazz Festival - João Gilberto (Warner Bros. Records 403.6142 )
- 1987 : 25 Anos De Bossa Nova - Carlos Lyra (3M 3M9-0006 )
- 1996 : Jazz-Samba Ao Vivo - Irio de Paula (Nel Jazz NLJ 0962-2 )
- 2008 : Roberto Carlos e Caetano Veloso e a música de Tom Jobim - Roberto Carlos, Caetano Veloso (Sony Music 88697420502 )
- 2014 : Wanda Sá Ao Vivo - Wanda Sá (Biscoito Fino BF 333-2 )
- 2015 : Um Encontro No Au Bon Gourmet (Recorded live in 1962) - Tom jobim, Vinicius de Moraes, João Gilberto (Doxy ACV2046 )

#### Compilations

Caetano Veloso a inclus la bossa nova dans son répertoire depuis ses débuts.

- 1966 : Musicanossa - O Som & O Tempo - Artistes variés (Odeon MOFB 3532 )
- 1988 : O Melhor de Os Cariocas - Os Cariocas (Philips 836 767-1 )
- 1997 : A Twist of Jobim - Artistes variés (i.e. Music 314 533 893-2 )
- 2000 : A Bossa de Caetano - Caetano Veloso (Universal Music 60121594722 )
- 2001 : The Bossa Nova Exciting Jazz Samba Rhythms (6 vol.) - Artistes variés (Rare Grooves Recordings  )
- 2002 : Tokyo Bossa Nova Lounge - Artistes variés (Chronicle TECN-25800 )
- 2010 : Italian Bossa - Cocktail Music From the 60's and 70's - Artistes variés (Pinball Music  )
- 2010 : The Bossa Nova And Samba Soundtracks - Ennio Morricone (Kind of Blue KOB 10044 )
- 2011 : Bossa Nova Jazz - Artistes variés (Blue Note 50999 6 80951 2 3 )
- 2011 : Nicola Conte Presents Viagem 3: A collection of 60s Brazilian Bossa Nova and Jazz Samba - Artistes variés (Far Out Records FARO156CD )
- 2011 : Bossa Nova and the Rise of Brazilian Music in the 1960s (en) - Artistes variés (Soul Jazz Records SJR CD239 )
- 2011 : Bossa Jazz : The Birth of Hard Bossa, Samba Jazz 1962-73 - Artistes variés (Soul Jazz Records SJR CD245 )
- 2011 : Brazil Bossa Beat ! Bossa Nova and the Story of Elenco Records, Brazil - Artistes variés (Soul Jazz Records SJR CD242 )
- 2014 : The Real... Bossa Nova - Artistes variés (Columbia 88843058712 )
- 2015 : Rosa Passos Canta Ary, Tom e Caymmi - Rosa Passos (Biscoito Fino BF 362-2 )
- 2020 : Tchic Tchic - French Bossa Nova - 1963/1974 - Artistes variés (Born Bad Records BB125LP )

#### Reprises en bossa nova

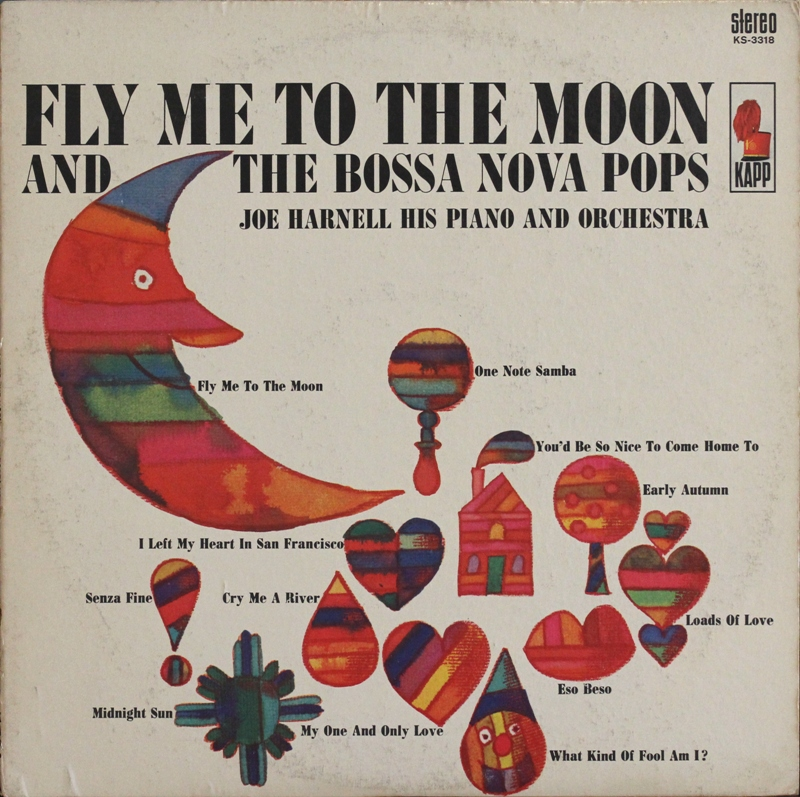
Album de reprises par l'orchestre de Joe Harnell.

- 1963 : My One and Only Love - Joe Harnell (LP Fly me to the Moon & the Bossa Nova Pops - Kapp KS-3318 )
- 1963 : What Kind of Fool Am I ? - Lalo Schifrin & Bob Brookmeyer (LP Samba Para Dos - Verve V-8543 )
- 1963 : I Remember You - Eydie Gorme (LP Blame it on the Bossa Nova - Columbia CS 8812 )
- 1963 : It Don't Mean a Thing - Eliana Pittman (LP News from Brazil, Bossa Nova - Polydor LPNG-4.069 )
- 1963 : Je t'attends - Charles Aznavour (LP La mamma - Barclay 80 211 )
- 1963 : Fly Me to the Moon - Julie London (LP The end of the world - Liberty LRP-3300 )
- 1963 : Night and Day - Lena Horne (LP Lena Like Latin - CRC Charter CLS-106 )
- 1964 : The Night Has A Thousand Eyes - Carmen McRae (LP Second to None - Mainstream 56028 )
- 1964 : Mr. Lucky - Sarah Vaughan (LP ¡Viva! Vaughan - Mercury MG 20941 )
- 1964 : The Good Life (La Belle Vie) - Gary McFarland (LP Soft Samba - Verve V6-8603 )
- 1964 : On the Street Where You Live - Nat King Cole (LP Nat King Cole Sings My Fair Lady - Capitol W-2117 )
- 1965 : Here's That Rainy Day - Wes Montgomery (LP Bumpin' - Verve V6-8625 )
- 1965 : Days of Wine and Roses - Sammy Davis Jr. (LP Sammy Davis Jr. Sings The Big Ones For Young Lovers - Reprise RS-6131 )
- 1965 : Day by Day (en) - Astrud Gilberto (LP The Shadow of Your Smile (en) - Verve V6-8629 )
- 1966 : Speak Low - Sammy Davis Jr. (LP Sammy Davis, Jr. Sings and Laurindo Almeida Plays - Reprise RS 6236 )
- 1967 : Watch What Happens (Le Récit de Cassard) - Sergio Mendes & Brasil '66 (LP Equinox (en) - A&M SP-4122 )
- 1967 : It Hurts to Say Goodbye (Comment te dire adieu) - Walter Wanderley (LP Batucada - Verve V6-8706, )
- 1968 : The Fool on the Hill - Sergio Mendes & Brasil '66 (LP Fool On The Hill - A&M SPX 4160 )
- 1969 : Yesterday - Oscar Peterson (LP Motions & Emotions - MPS MPS 15251 ST )
- 1977 : 'S Wonderful - João Gilberto (LP Amoroso - Warner Bros. Records BS 3053 )
- 1991 : Que reste-t-il de nos amours ? - João Gilberto (CD João - Philips 848 188-1 )
- 2001 : Dancing In The Dark - Diana Krall (CD The Look of Love - Verve 549 846-2 )
- 2003 : Thème des Parapluies de Cherbourg - Lisa Ono (CD Dans Mon Île - Virgin TOCT-25080 )

## La bossa nova dans les œuvres audiovisuelles

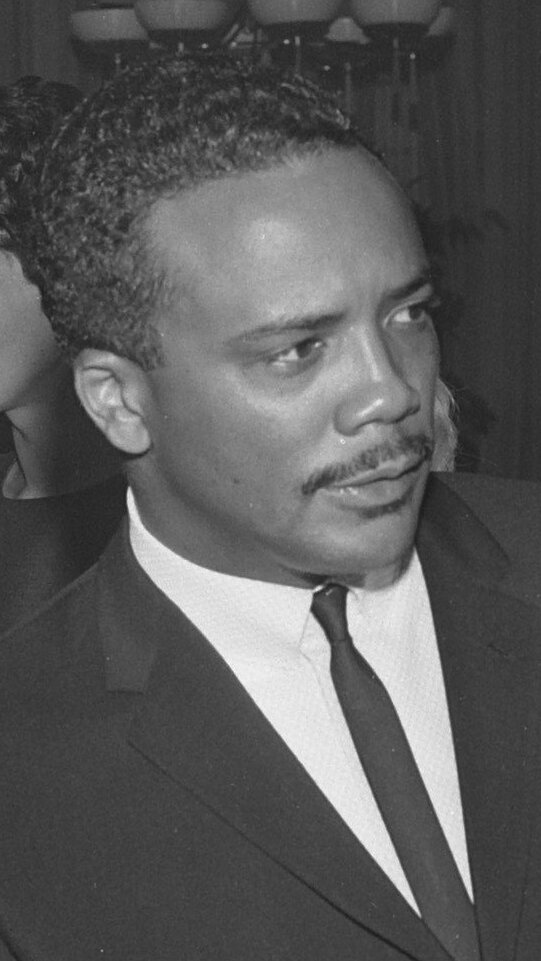
Quincy Jones.

Au début des années 1960, à l'arrivée de la bossa nova aux États-Unis et en Europe, les compositeurs de musique pour le cinéma et la télévision sont séduits par ce nouveau genre et s'en inspirent dans la création de leurs thèmes musicaux. Les metteurs en scènes sont également conquis et font appel à des musiciens de bossa nova et de jazz pour écrire la musique de leurs films ou de leurs séries télévisées. Les musiciens de jazz embauchés par les studios, tels que Quincy Jones et Lalo Schifrin, utilisent non seulement la bossa nova stricto sensu dans leurs créations mais également les nouvelles formes de jazz inspirées par la bossa nova, telles que le latin jazz brésilien et la hard bossa, ainsi que les rythmes afro-cubains (boléro, cha-cha-cha, et mambo). La fusion de tous ces styles crée le son musical caractéristique des productions américaines realisées à partir du milieu des années 1960, en particulier dans les genres espionnage, policier et science fiction.
Les listes qui suivent ne sont pas exhaustives (sources utilisées : IMDb, Discogs, YouTube, INA). Il faut également noter qu'elles incluent des bandes originales utilisant la bossa nova mais dont le thème le plus connu du public est d'un autre genre musical (par exemple, le thème du générique de la Panthère Rose qui est de style swing).

### Cinéma

#### Années 1950
- 1959 : Orfeu Negro de Marcel Camus - Antônio Carlos Jobim et Luiz Bonfá (thèmes A felicidade et Manhã de Carnaval)

#### Années 1960

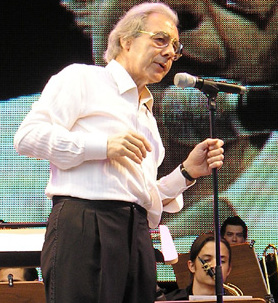
Lalo Shifrin.

- 1961 : Diamants sur canapé de Blake Edwards - Henry Mancini (thème Sally's Tomato)
- 1962 : Le Diable et les Dix Commandements de Julien Duvivier - Guy Magenta (thème Notre Samba)
- 1962 : Copacabana Palace de Steno - Antônio Carlos Jobim (chanson Samba do Avião)
- 1963 : Le Grand Duc et l'Héritière de David Swift - Michel Legrand (thème Bossa Nova à la Boyer)
- 1963 : Hier, aujourd'hui et demain de Vittorio de Sica - Armando Trovajoli
- 1963 : Charade de Stanley Donen - Henry Mancini (thèmes Megève et Latin Snowfall)
- 1963 : La Panthère rose de Blake Edwards - Henry Mancini (thème Champagne and Quail)
- 1964 : I Malamondo de Paolo Cavara - Ennio Morricone (thème Walzer Bossa Nova)
- 1964 : Gone with the wave de Phil Wilson - Lalo Schifrin (thème Gone with the wind)
- 1965 : Ipcress, danger immédiat de Sidney J. Furie - John Barry
- 1965 : Furia à Bahia pour OSS 117 d'André Hunebelle - Michel Magne
- 1965 : Mirage d'Edward Dmytryk - Quincy Jones (thème Boobie Baby)
- 1965 : Harlow, la blonde platine de Gordon Douglas - Neal Hefti (thème Lonely Girl)
- 1965 : Le Chevalier des sables de Vicente Minelli - Johnny Mandel (The Shadow of Your Smile)
- 1966 : Scusi, lei è favorevole o contrario? d'Alberto Sordi - Piero Piccioni
- 1966 : MI5 demande protection de Sidney Lumet - Quincy Jones
- 1966 : The Gentle Rain de Burt Balaban - Luiz Bonfá avec des arrangements d'Eumir Deodato
- 1966 : Un homme et une femme de Claude Lelouch - Francis Lai
- 1966 : Alfie le dragueur de Lewis Gilbert - Burt Bacharach (Alfie theme)
- 1967 : Fitzwilly (Un si gentil petit gang) de Delbert Mann - John Williams (thème Fitzwilly's date)
- 1967 : Vivre pour vivre de Claude Lelouch - Francis Lai
- 1967 : Voyage à deux de Stanley Donen - Henry Mancini
- 1967 : Les Demoiselles de Rochefort de Jacques Demy - Michel Legrand (thème Marins, amis, amants ou maris)
- 1967 : Le Lauréat de Mike Nichols - Dave Grusin (thème Sunporch Cha Cha Cha)
- 1967 : Dick Smart 2.007 de Francesco Prosperi - Mario Nascimbene
- 1967 : Le Bobo de Robert Parrish - Francis Lai
- 1968 : Bullitt de Peter Yates - Lalo Schifrin
- 1968 : La Partie de Blake Edwards - Henry Mancini
- 1968 : L'Affaire Thomas Crown de Norman Jewison - Michel Legrand
- 1968 : L'Amour à cheval de Pasquale Festa Campanile - Armando Trovajoli
- 1968 : Pour un amour lointain d'Edmond Séchan - Luiz Bonfá
- 1969 : Disons, un soir à dîner de Giuseppe Patroni Griffi - Ennio Morricone
- 1969 : La Mort sonne toujours deux fois d'Harald Philipp - Piero Umiliani (thèmes Stutterer et Crystal)

#### Années 1970

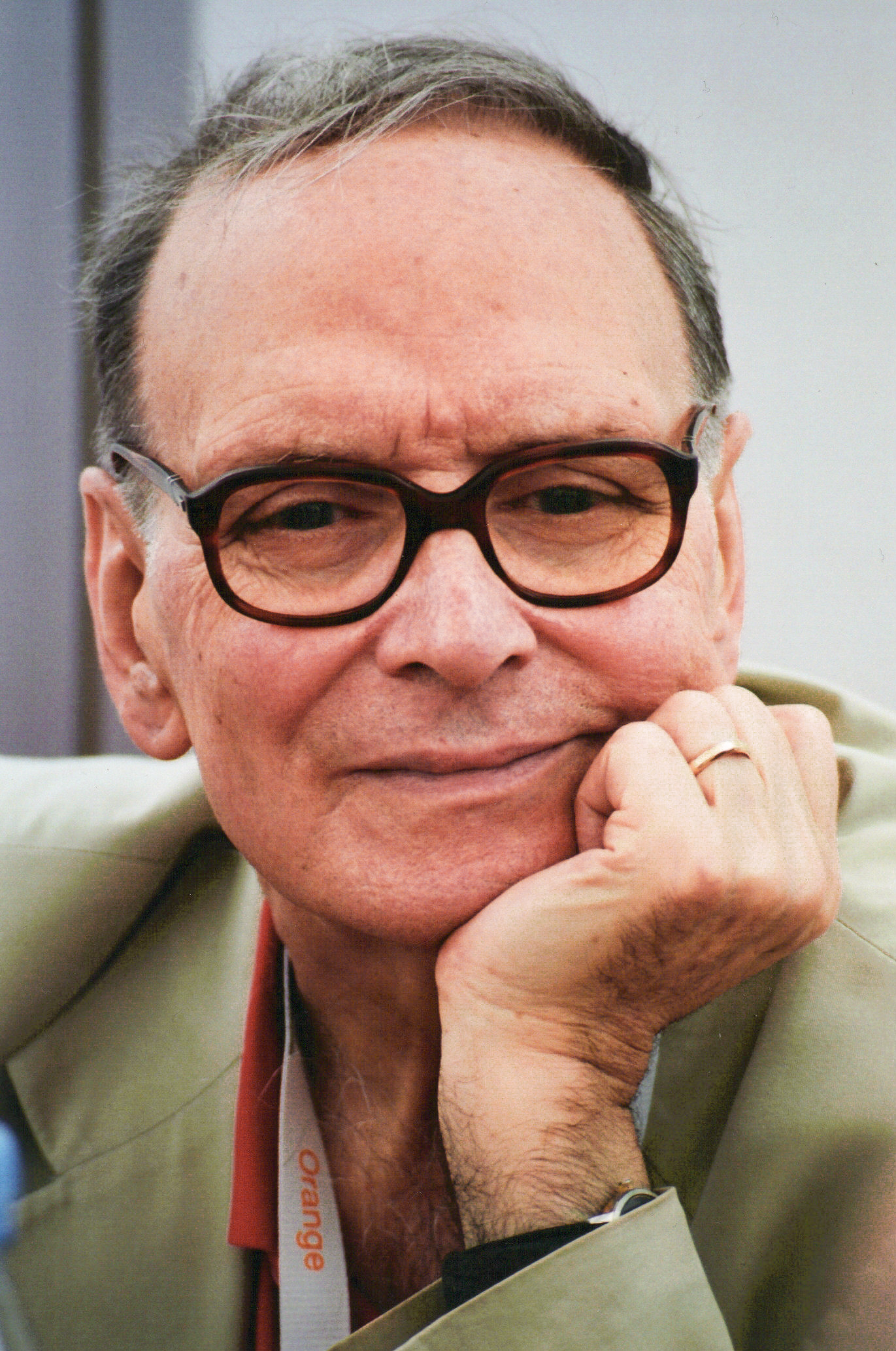
Ennio Morricone.

- 1970 : Airport de Georges Seaton - Alfred Newman (Airport Love Theme)
- 1970 : THX 1138 de George Lucas - Lalo Schifrin (thèmes Source #1, Source #2 et Source #3)
- 1971 : Les Amis de Gérard Blain - François de Roubaix (thème La route des vacances)
- 1971 : Nuits d'amour et d'épouvante de Luciano Sercoli - Stelvio Cipriani
- 1971 : Scandale à Rome de Carlo Lizzani - Luis Bacalov (thème Uma Bossa pra Dedè)
- 1971 : Le Casse d'Henri Verneuil - Ennio Morricone (thème Argomenti)
- 1972 : La Femme sans mari de Mel Stuart - Michel Legrand
- 1973 : Le Magnifique de Philippe de Broca - Claude Bolling (thème Mexican Paradise)
- 1974 : Le Retour du Grand Blond d'Yves Robert - Vladimir Cosma (thèmes Bossa de Christina et Bossa des tueurs)
- 1975 : Il fidanzamento de Giovanni Grimaldi - Piero Umiliani
- 1978 : La Cage aux folles d'Édouard Molinaro - Ennio Morricone (thème Una strana coppia)

#### Depuis 1980
- 1983 : Gabriela de Bruno Baretto - Antônio Carlos Jobim
- 1997 : Austin Powers de Jay Roach - utilisation pour le générique de Soul Bossa Nova composée par Quincy Jones
- 2011 : Rio de Carlos Saldanha - John Powell (musique originale)

### Télévision

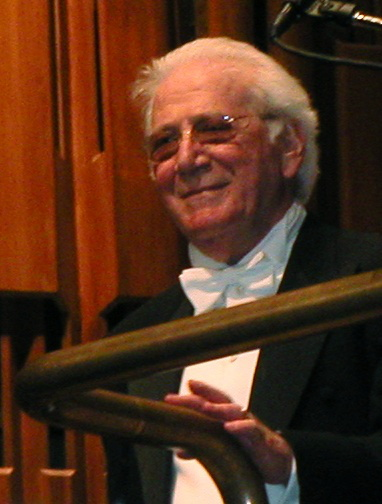
Jerry Goldsmith.

#### Séries télévisées
- 1964 - 1968 : Des agents très spéciaux créée par Sam Rolfe - Jerry Goldsmith
- 1966 - 1973 : Mission impossible créée par Bruce Geller - Lalo Schifrin
- 1967 - 1975 : Mannix créée par Richard Levinson et William Link - Lalo Schifrin
- 1967 - 1975 : L'Homme de fer créée par Collier Young - Quincy Jones
- 1968 - 1980 : Hawaï police d'État créée par Leonard Freeman - Morton Stevens
- 1971 - 1978 : Columbo créée par Richard Levinson et William Link - Gil Mellé, Oliver Nelson, Bernardo Segall (en)
- 1972 - 1974 : Banacek créée par Anthony Wilson - Billy Goldenberg
- 1973 - 1978 : Police Story créée par Joseph Wambaugh - Jerry Goldsmith
- 1976 - 1978 : Super Jaimie créée par Kenneth Johnson - Jerry Fielding
- 2007 - 2015 : Mad Men créée par Matthew Weiner - David Carbonara (musique originale)

#### Mini-séries
- 1977 : Intrigues à la Maison Blanche créée par David W. Rintels - Dominic Frontiere (thème Embassy Row)

#### Téléfilms
- 1968 : Prescription: Murder de Richard Irving - Dave Grusin
- 1972 : Probe de Russ Mayberry - Dominic Frontiere

#### Émissions d'information et talk-shows
- 1971 - 1978 : Today (NBC) - Ray Ellis (thème du générique)
- 1991 - 2001 : Bouillon de culture - utilisation pour le générique de The Night Has A Thousand Eyes tirée de l'album de Sonny Rollins What's New?

#### Émissions de variétés

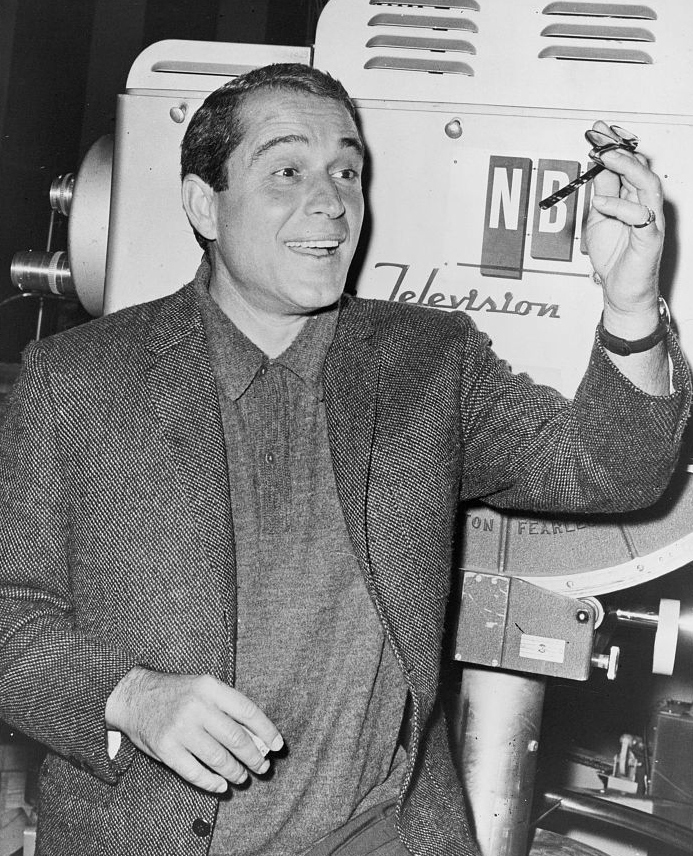
Le chanteur et animateur de télévision Perry Como en 1961.

- 1961 : Perry Como's Kraft Music Hall, artiste invitée Caterina Valente [60]
- 1963 : Perry Como's Kraft Music Hall, artiste invité Luiz Bonfá
- 1963 : Perry Como's Kraft Music Hall, artistes invités Stan Getz et Charlie Byrd
- 1963 : Ralph Gleason's Jazz Casual, artistes invités Bola Sete et le trio de Vince Guaraldi [86]
- 1964 : Sacha Show, artistes invités Dionne Warwick et Baden Powell
- 1965 : The Andy Williams Show, artiste invité Antônio Carlos Jobim
- 1966 : Pim Jacobs Trio, featuring Astrud Gilberto and Dom Um Romão
- 1967 : Frank Sinatra : A man and his music, artiste invité Antônio Carlos Jobim
- 1967 : The Andy Williams Show, artistes invités Marcos Valle et Quaterto em Cy
- 1967 : Something Special, artistes invités Sergio Mendes & Brasil '66
- 1968 : Sacha Show, artiste invitée Elis Regina
- 1969 : Sivuca, musician from Brazil
- 1972 : Ensaio da TV Cultura, MPB especial Dick Farney
- 1973 : Ensaio da TV Cultura, MPB especial Elis Regina
- 1975 : Ensaio da TV Cultura, MPB especial João Donato
- 1978 : Musicalmente Vinícius, avec Vinícius de Moraes, Toquinho, Miúcha et Tom Jobim [87]
- 1999 : Caetano Veloso y João Gilberto en concierto en Buenos Aires - Canal á [88]

### Publicité
- 1965 : Eastern Air Lines - jingle Number One To The Sun interprété par Astrud Gilberto
- 1970 : Dim - utilisation de la reprise par Hugo Montenegro du thème de Lalo Schifrin écrit pour le film Le Renard
- 1988 : Schweppes - utilisation de Essa Moça Tá Diferente composée par Chico Buarque
- 1998 : Nike Coupe du monde 1998 - utilisation de Mas que nada composée par Jorge Ben Jor
- 2018 : MAAF - utilisation de Soul Bossa Nova composée par Quincy Jones

### Documentaires et biopics
- 1972 : Saravah de Pierre Barouh[89]

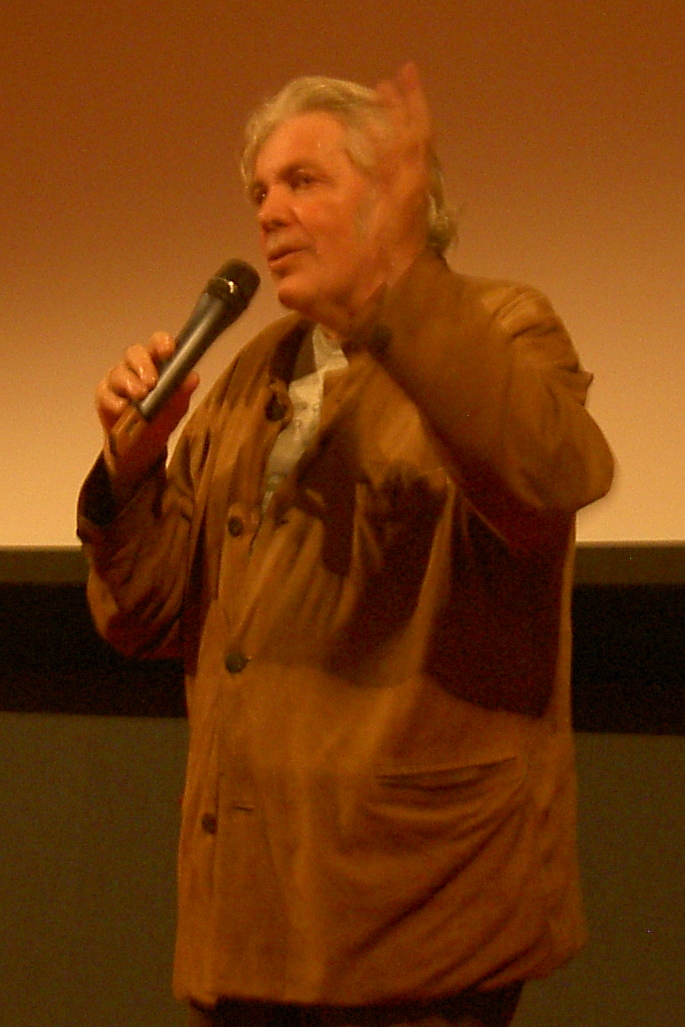
L'auteur-compositeur-interprète Pierre Barouh.

- 1979 : Caterina Valente Presents Brazilian Music[90]
- 1987 : Antonio Brasileiro de Roberto Talma
- 1993 : Bossa Nova de Walter Salles
- 1999 : Laurindo Almeida, Muito Prazer de Leonardo Dourado[91]
- 2005 : Coisa Mais Linda: Histórias e Casos da Bossa Nova de Paulo Thiago
- 2009 : Maysa: Quando Fala o Coração de Jayme Monjardim[92]
- 2012 : La Musique selon Antonio Carlos Jobim de Nelson Pereira dos Santos
- 2015 : Eu, Meu Pai E Os Cariocas de Lúcia Veríssimo[93]
- 2016 : The Girl from Ipanema: Brazil, Bossa Nova and the Beach de Andy Dunn[94]
- 2018 : Where Are You, João Gilberto ? de Georges Gachot[95]
- 2018 : Tito Madi - Tempo de Amar de José Maria Bezerril[96]
- 2022 : O Canto Livre de Nara Leão[97]
- 2022 : Miúcha, la voix de la bossa nova[98]

## Média diffusants de la bossa nova
Les stations de radio et webradios suivantes diffusent de la bossa nova sur Internet en streaming (lecture en continu) :
- 1.FM - Bossa Nova Hits Radio (disponible sur myTuner)
- Bossa Jazz Brasil (disponible sur TuneIn)
- Bossa Nova Brazil (disponible sur radio.net)
- Klassik Radio - Brazil (disponible sur radio.net)
- Radio Caprice - Bossa Nova (disponible sur radio.net)
- Radio Estilo Leblon (disponible sur radio.net)
- Rádio Jovem FM Bossa Nova (disponible sur RadiosNet)
- Smooth FM Bossa Nova (disponible sur myTuner)